# どんど晴れ
『どんど晴れ』（どんどはれ）は、2007年度前期放送のNHK「連続テレビ小説」第76作で、2007年4月2日から9月29日に放送された。脚本は小松江里子、主演は比嘉愛未。
主な舞台は岩手県と横浜市で、岩手県が連続テレビ小説の舞台となるのは初めてとなる。
2011年4月24日に続編となるスペシャル版が放送された。
2015年10月5日から2016年4月9日までNHK BSプレミアムにて再放送された。
2025年10月13日から、BSおよびBSプレミアム4Kで再放送される予定（月曜 - 土曜の7時15分 - 7時30分枠）。

## 概要

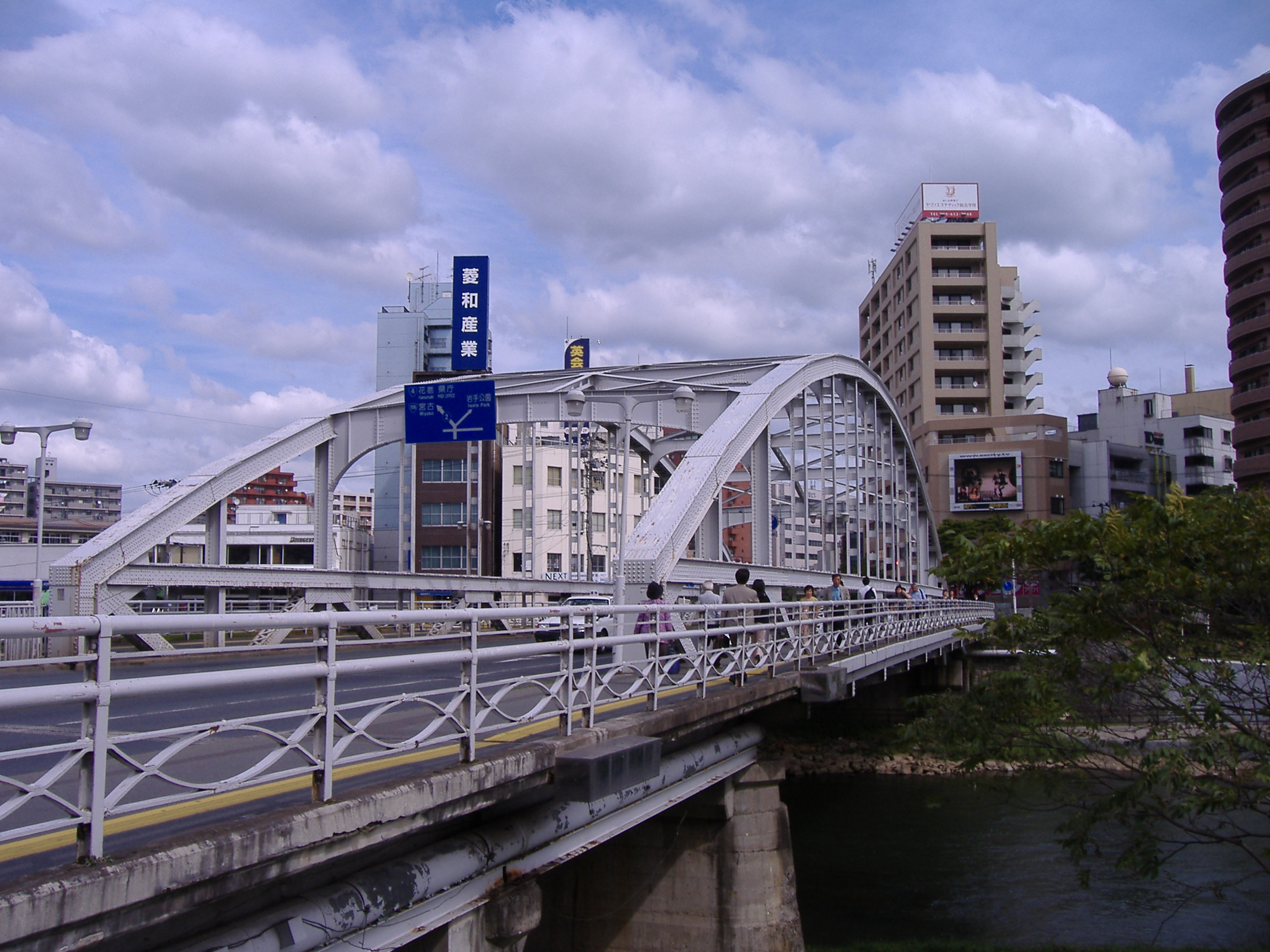
第一回に出てきた盛岡市の開運橋

NHKは番組サイトで「どんどはれ」は岩手県遠野地方で昔話を語る際に最後に言う言葉で「めでたし、めでたし」の意味との解釈を示し、「物語は『どんど晴れ』を迎えるのです!」とドラマがハッピーエンドになることも意味するとしている。NHK広報では「『効率の優先』『個人主義』『ネットコミュニティー』『勝ち組・負け組』…目に見えるものしか価値をもたなくなった現代人に欠けている『見えないものを信じる勇気と力』を描こうとした」としている。
ヒロインは、2005年（平成17年）下半期放送の『風のハルカ』以来1年半ぶりにオーディションによって選出された。応募者数は2156人。
撮影は2006年10月から2007年8月9日にかけて行われた。
2007年9月19日、比嘉から次作『ちりとてちん』の主演である貫地谷しほりに、1年半ぶりに新旧ヒロインバトンタッチセレモニーが催された。
今作から副音声解説が2代目の江原正士から3代目の松田佑貴に交代している。
2006年の平均視聴率は19.4%、最高視聴率は24.8%（ビデオリサーチ調べ、関東地区・世帯）。

## あらすじ
2005年春、横浜で生まれ育ち、実家の洋菓子店「ル・ヴィザージュ (Le Visage) 」で見習いパティシエとして働く23歳の浅倉夏美は、同じ横浜のホテルで働く加賀美柾樹と婚約していた。
が、柾樹は実家である岩手県盛岡市の老舗旅館「加賀美屋」を取りしきる大女将の祖母が体調を崩したことから実家を継ぐことにした。そのため夏美も実家を出て「加賀美屋」で仲居として働き、女将修行をする決心をした。
夏美は加賀美屋の伝統と格式の中で孤軍奮闘しながら成長していく。また、盛岡では夏美が幼少時代に親しんでいた民話との運命的再会を果たす。

## キャスト

### 主人公とそのパートナー
浅倉夏美（あさくら なつみ） → 加賀美夏美（かがみ なつみ）
演 - 比嘉愛未（少女時代、座敷童と2役：橋口恵莉奈）
横浜にある実家の洋菓子店で働き、パティシエを目指して修行していたが、婚約者の加賀美柾樹が実家の旅館加賀美屋を継ぐことになったため、加賀美屋で女将を目指して修行を開始した。性格は明るくて前向き、負けず嫌いでお節介。人の喜ぶ姿が好きで、頭より体が反応するタイプ。モットーは「世の中に悪い人はいない」。ある事件がきっかけで1度は修行を断念して横浜に戻ってくるのだが、女将になりたいという自分の思いに気づき、柾樹との関係を1度白紙に戻し、再び修行を開始した。
修行再開後、修行断念の原因となった事件や松本佳奈や原田彩華とのトラブルが原因で仲居達をはじめ周囲が敵だらけになるが、柾樹の祖母で元・大女将のカツノに「上に立つ人間は周りから言動を注目されている」と指摘を受けてからは言動に注意するようになり、他の職員の不始末の責任をとる、トラブルの仲裁に進んではいる、孤立した人間をかばう、仕事が大変そうなら率先して仕事をもらうなど女将となることを意識した行動をとるようになる。その結果夏美に冷淡な態度をとっていた仲居達や加賀美家の好意を得るようになり、若女将として認められるようになる。また接客についても当初はお客を勝手に外へ連れ出すなどの独りよがりのおもてなしが目立ったが、上述の経験やカツノの指導によって成長し、柾樹が戻って来てからは加賀美屋の伝統と格式を理解し、旅行雑誌の調査員に絶賛されるおもてなしができるようになっていた。
恵美子や彩華と違い旅館や料亭の育ちではないため、お茶やお華など女将になるために必要な心得はなく、器や掛け軸の鑑定眼も皆無だった。ただ、習い事はカツノに習い鑑定眼についても食器の入れ替えを行っているときに勉強した。少なくとも食器の区別はつけられるようになり、お華についてもカツノは「自己主張するのはまだ早い。見る人が見ればわかってしまう。でも、一応合格点。」と述べ、環も夏美の両親に対して習い事は一通りできるようになったと太鼓判を押している。
独特な雰囲気があり、カツノやその幼馴染の平治からは座敷童ではないかと思われている。後に仲居頭の小野時江や柾樹の父・政良、そして秋山譲二も夏美に座敷童の姿を見、環も秋山との交渉の場に戻ってきた夏美に対して座敷童の姿を見、彼と渡り合う勇気を取り戻した。最終的には柾樹の従兄・伸一も座敷童の姿を見ている。久則は座敷童の姿こそ見なかったものの、夏美に人の心を開かせる能力があることを認め、夏美の事を座敷童のように加賀美屋に幸福をもたらす存在と考えるようになった。
紆余曲折の末、環にも才能が認められ、柾樹と結婚した後に若女将に就任。だがカツノの死に対する悲しみのあまり物事に集中できず、周囲の感情にも気付かないようになった。しかし、環の励ましや、平治が作った風鈴とその音を聞いてあらわれたカツノの幻影に励まされ、悲しみを乗り越えた。
核家族で育ったために嫁と姑の関係を理解できておらず、カツノと環の関係を「喧嘩するほど仲がいい」と誤解している。
加賀美柾樹（かがみ まさき）
演 - 内田朝陽（少年時代：櫻井遼太郎）
夏美の婚約者で、後に夫になる。「ホテルハーバーサイド横浜」勤務の後「加賀美屋」勤務。
盛岡出身で実家は老舗旅館の加賀美屋を営む。母は既に他界し、柾樹が5歳の時に父はある事情で出奔したため、祖母・カツノの手で育てられた。そのため、親の愛情を知らず、裕二郎いわく子供のころは風の又三郎のような寂しそうな少年だった。加賀美屋の伝統と格式に気づまりを感じて上京し、横浜のホテルでホテルマンを目指して働いていたが、体調を崩したカツノから実家の旅館加賀美屋を継ぐように要請され、亡き母への思いもあって加賀美屋を継ぐ事になった。女将の大変さを熟知していたことと元々、伸一に跡を継がせたいと環が考えていたことなどから、1度は夏美に婚約解消を切り出したが、夏美の熱意に負けてそれを撤回した。
夏美が女将修行を断念した時は、苦境に陥った夏美のそばにいられなかったことを悔やみ、加賀美屋を継ぐのをやめて横浜で夏美と暮らすことに決めた。だが、女将になりたいという自分の思いに気づいた夏美の思いを受け止め、彼女を応援することにした。その後、アパートの契約期限が来たことを期に浅倉家の夏美が使っていた部屋に下宿を始め、夏美ほどの覚悟が自分にあるのかと自問自答する日々が続いたが、自身が立ち上げたブライダル企画の客となった吉田松太郎がかつて世話になった夏美に感謝の意を表したのに感銘を受け、盛岡に帰ることを決意する。
加賀美屋に戻ってからは伸一の下で副支配人として働いていたが、加賀美屋の財務状況を知り、近い将来、加賀美屋が赤字体質に転落することを憂慮し、環の了承の元で改革に乗り出した。だがそれは悪しき慣習というしがらみとの闘いであった。柾樹は強引とも言える方法で乗り切ろうとしていたが、遠野で再会した父・政良から、もっと環達家族に心を開くように忠告されてからはそのやり方を改めている。直後に環から後継者指名を受けたが、家族の和が乱れることを恐れ、伸一の下で働かせてほしいと申し出た。しかし、環の女将としての思いを打ち明けられて後継者になることを同意する。その後も伸一を立ててうまくやって行こうと考えたが、どこか遠慮するところがあったため、後述するとおり、伸一の心の隙間を埋める事はできず、秋山の台頭を許してしまった。
経営コンサルタントと称して伸一に接近した秋山に対しては数々の点から疑念を抱き、香織に彼の身辺調査を依頼すると同時に盛岡での土地取引状況を調査。秋山の正体が盛岡のリゾート開発を手がけている外資系の乗っ取り屋の一員であることを突き止め、さらに秋山の前歴も調べ上げた。その後は元上司で香織の叔父の吉沢の協力もあって乗っ取り屋一味に影響力を持つ岸本隆一郎（実は岸本聡の父）と会い、加賀美屋の株を乗っ取り屋から買い取る事を了承させることに成功する。なお、経営者としては伸一よりも優秀で、加賀美屋改革案をブローアップした計画書を提示して銀行から融資を取り付けることに成功したほか、伸一を騙した秋山からは手強い奴だとみなされていた。
その後は伸一とともに経営にいそしみ、加賀美屋を部分的に改築する準備を進めている。
女性関係に鈍感なところがあり、元彼女の藤村香織や幼馴染の原田彩華を「香織」や「彩華」と名前で呼び捨てにしたり、彩華の気持ちには気づかずに彩華の求めに応じて抱き合ってしまったりしている。
スペシャルでは社長に就任。

### 浅倉家 洋菓子店「ル・ヴィザージュ (Le Visage)」
浅倉啓吾（あさくら けいご）
演 - 大杉漣
夏美の父。パティシエとしてフランスに留学した後、横浜で洋菓子店「ル・ヴィザージュ (Le Visage)」（フランス語で「顔」の意味）を営んでいる。厳格な性格であり、パティシエの修行をやめて加賀美屋へ行った夏美に1度は勘当を言い渡したり、夏美との婚約解消を言い出した柾樹をなかなか許そうとしなかったり、1度女将修行を放り出して帰って来た夏美を家に入れようとしない頑固な一面も持つ（この時の横暴な一面に反発した智也と衝突した）が、娘の危機には動揺を隠せない子煩悩の父親である。
その後、夏美から加賀美屋で売り出すオリジナルケーキ製作の依頼を受け、協力を快諾する。だが、そのころから頭痛を訴えるようになった。それは脳梗塞の予兆で、加賀美屋が秋山譲二の乗っ取り工作に揺れている最中に倒れてしまい、緊急手術が行われた。手術は成功したが、右半身に麻痺が残り、パティシエを続けるのが絶望的になってしまった。にもかかわらず、看病にやってきた夏美に対し、左手で「すぐに戻れ」と書き、加賀美屋へ戻るように訴えた。実は倒れる前の日に加賀美屋に電話した時に伸一から仲居がやめてしまった事件を聞いており、加賀美屋の苦境を察しての親心でもあった。入院中もオリジナルケーキのデザインを夏美と共に考え、退院直後に一本桜をイメージしたシブーストを製作できるほどのスーパーマンである。このシブーストは智也によって加賀美屋に届けられ、加賀美屋の人々によって無残な方法で食べられた（切り分けずに全員がフォークでつついた）。そして洋菓子職人になる決心した息子の智也からの依頼を受けて智也の指導者となった。演じた大杉漣は加賀美環役の宮本信子と『まんてん』（2002年度下半期）で共演している。また大杉は3年後の『ゲゲゲの女房』（2010年度上半期）においてもヒロインの父親役を演じている。
浅倉房子（あさくら ふさこ）
演 - 森昌子
夏美の母。夫や子供たちをこよなく愛する主婦。頑固な啓吾と意地っ張りの夏美の間に立って仲を取り持つ役割を担うことが多い。酒はビール一杯ですら受け付けないほど飲めない体質だが、頑固な夫に苦言をはっきり述べようとするときにあえて飲むこともあり、その時は絡み酒となる。啓吾が1度は勘当していた夏美に対し、柾樹との結婚を認める決心した際は憤慨した。
浅倉智也（あさくら ともや）
演 - 神木隆之介
夏美の弟。姉想いの心優しい性格で柾樹のことを兄のように慕っている（後に、義兄弟になる）。夏美と柾樹の1番の理解者でもある。両親や姉が意地で身動きが取れなくなったときに巧みな助け舟で事態を打開する聡明な長男。学校でサッカー部に所属し、プロ選手になることを目指していた。実家を継ぐ事は考えていなかったが、啓吾が脳梗塞で倒れた時に洋菓子職人になる決意を固めた。そしてリハビリにはげむ啓吾に対して退院したら洋菓子作りを教えてくれと申し入れ、修行を開始した。

### 加賀美家 老舗旅館「加賀美屋」
加賀美カツノ
演 - 草笛光子
7代目大女将。柾樹の祖母。加賀美屋の大女将として働いていたが、体調を崩したのをきっかけに、伸一のすすめている洋風ホテルへの改装計画を阻止するため、そして後述する理由もあって柾樹に後継者となることを要請した。旅館の伝統を守ることが1番大事と考えている。夏美と出会った当初は夏美のことを単に柾樹の婚約者としか見ていなかったが、蔵で夏美を座敷童と見間違えた事がきっかけで夏美のことを加賀美屋に幸運をもたらす座敷童ではないかと思い始め、夏美を女将として仕込むことに生きがいを感じている。柾樹に後を継いでほしいと要請したのは夏美を女将にするためでもある。夏美が起こした事件（客の斎藤翼がそば粉入りの饅頭を食べてアナフィラキシーショックを起こした）がきっかけとなって大女将引退を決意する。ただし、大女将引退後も加賀美家の家長として、また環の姑として加賀美屋への影響力を残している。
大女将引退時に加賀美屋の女将に受け継がれている空の玉手箱を環に託し、この意味を考えることを指示したものの「素養・立ち居振る舞いともに申し分ないが、女将になるために重要なものが一つ欠けている」として環を認めず、何かと口を出した。しかし、夏美を若女将にすることを報告したときの振る舞いを見て環を本当の意味で女将と認め、いまだ玉手箱の意味が分からない環に対して「あなたなら自分で答えを導き出すことができる」と優しく励ました。
後継者から外された事で伸一が荒れる事を、環が柾樹を後継者に指名する前から予期しており、その対策に病に倒れた後も病床にあって苦慮してきた。そして加賀美家の面々と夏美を集め、加賀美家の家長としての立場からその対策を告げる。それは自身が持つ加賀美屋の株（加賀美屋の全株式の半分。加賀美屋は10年前に株式会社になっており、加賀美家の面々で株を持ち合っていた）を伸一に譲り渡すというものだった。あわせてカツノは初孫である伸一が柾樹や浩司同様孫としてかわいいといい、祖母として今まで伸一につらい思いをさせた事を詫びた。そして自身も大女将と祖母の立場との間で苦しんだので環も同じように苦しんで来たと伸一に告げて、伸一に環の気持ちを察するように諭した。このことで伸一は柾樹を後継者として認めた。
柾樹と夏美の結婚式を楽しみにしていたが、それを目前にして、前述の通り、病に倒れてしまう。柾樹と夏美の結婚式の当日に病状が悪化。環はそのことを隠して結婚式を進めた。平治の計らいにより政良とも再会することができ、カツノには思い残すことはなかった。カツノはいまだ玉手箱の意味がわからない環に対してその意味を話し始めた。それは何が起きても独りそれに耐え切る揺るぎない心。環がカツノの病状を隠し、環1人で耐えて柾樹と夏美の結婚式を進めたことにより、環はその事を理解したはずだとカツノはいい、まず環ではなく俊江を女将にしたのは俊江が政良の出て行った辛い状況に耐えて女将としてやっていく決意を固めたからだと説明した。カツノは次は夏美に玉手箱を受け渡すように示唆し、環もその決意を改めて固めた。最期は政良と平治（そして部屋の脇に控えていた時江）に見守られ、眠るように安らかに息を引き取った。
その後、夏美の前に現れ、カツノを亡くした悲しみから立ち直ることのできなかった夏美の前に平治の作った風鈴の音と共に幻影として現れ、「笑顔を忘れないで。今を乗り越えたら、もっとたくさんの人を幸せにできる。負けないで。笑顔で。」といい残し、激励した。さらに秋山の妨害に悩む環の前にも現れた。いずれの場合にも平治がそばにいたが、平治にはカツノの姿は見えていなかった。最終回ではさんさ踊りに参加した加賀美屋一同を見守っている。
加賀美環（かがみ たまき）
演 - 宮本信子
九代目女将。柾樹の叔母。カツノの次男の久則の妻。宮城県仙台市出身。優秀な女将で従業員からも信頼されている。心のそこでは長男・伸一を後継者にしたがっており、夏美は煙たい存在なのだが、カツノから夏美の修行を任されていた。風水に凝っており、各所に○の中に環と書かれたシールを貼ったりしている。女将としての夏美の才能に嫉妬のようなものを感じていたのだが、本人はそのことにはっきりと気がついていなかった。あることが理由でカツノに女将修行を認めてもらえなかった過去がある。それは何が起きても独りそれに耐え切る揺るぎない心が未だ環にはなかったからであった。
カツノが引退してからは自分の色を出し始め、彼女の推す夏美に対して彩華を女将候補として立てたりしていた。だが彩華が加賀美屋を去ってからは夏美の実力を認めるようになった。柾樹が改革に乗り出した時は、柾樹が失敗して丸くなることを期待して改革を了承した。そのために板長の篠田の退職という事態を招いてしまった。だが篠田に対して頭を下げて説得する柾樹を見て柾樹の覚悟のほどを知り、同時に柾樹を後継者として認めるようになった。この時、長年の慣例を破り女人禁制の調理場に入ったことでも周囲を驚かせている。伸一に対する親心もあって、久則やカツノ以外の他の者にはその事を話せずにいたが、柾樹と夏美の結納の後に行われた会席の場で伸一が自分が後継者であると話して場の雰囲気を悪くしてしまったため、ついに伸一ではなく柾樹が後継者になることと夏美が若女将になることを公にする。環は女将としてこの選択が正しいと信じているが、母親としてはつらい選択であり、伸一に責められたときに涙を見せている。
夏美の結婚式の際カツノの病状が悪化するが、カツノが夏美の結婚式を最も楽しみにしていたことを知っているため、力尽きる前に結婚式を挙げようとカツノの病状を隠して結婚式を強行する。ほかの出席者には「病状は問題ないが床を離れられるほどではないので家で平治と祝っている」とごまかして周囲を納得させた。その事により、カツノは環が玉手箱の意味を会得した事を察した。
伸一に接近してきた秋山に対しては初対面の時から胡散臭いところがあることを察知し、伸一に対しては女将として、そして母として彼とは手を切るように言ってきた。しかし、秋山の正体に全く気づいていない伸一は秋山と手を組む事が加賀美屋にとっては最善の道だと信じて疑わず、環の言う事を聞こうとしなかった。苦悩する環は平治に対し、何か良くないことが起こりそうなのに何の手も打つことができず、カツノと違って自分には人の上に立つ女将は荷が重いのかも、と悩む胸中を打ち明けた。すると平治は、カツノもよく自分に対して愚痴を述べていた事を話し、自分でよければ何でも遠慮なく愚痴を言うように言った。さらに平治は、盛岡の町を見下ろしている岩手山みたいにどっしりと構え、事が起きるのを辛抱強く待ち、誰が何をしたかを見守るだけでいいのではないかと述べ、女将やカツノも普通の人間なんだと助言した。このことにより環は平治に対する苦手意識も解け、女将としてやっていく自信を取り戻した。その後も秋山の執拗な工作でくじけそうになったが、夏美や柾樹の協力により、無事これを乗り越える事に成功する。
常に和服を着ているカツノとは異なり、私生活では洋服を着ている。
加賀美久則（かがみ ひさのり）
演 - 鈴木正幸
社長。環の夫。カツノの次男で、柾樹の叔父。兄である柾樹の父が出奔したため、社長に就任した。大女将の母・カツノと女将の妻・環に挟まれているが、男は裏方と割り切っている。女将の環も夫としての久則については大変惚れている様で、プライベートでは自分の愚痴を聞いてもらっている。柾樹の父が出奔する前は板前をしており、先代の板長から筋が良いと褒められた過去がある。板長の篠田が辞めて板場が混乱に陥った時はカツノの指示で久しぶりに板場に入り、その腕を披露した。腕は衰えておらず、彼の作った煮物は客にも浩司などの加賀美家の面々にも好評だった。
伸一に近づいた秋山に対しては環と同様、当初から胡散臭いものを感じていた。そして彼の正体を知り、さらに伸一が秋山に加賀美屋の株を全て渡してしまったと知った時にはご先祖様や亡くなった母・カツノに申し訳ないという気持ちから、伸一を「この男」と呼んで殴ろうとした。人の良い性格の彼も伸一の犯した失態を許す事はできなかったのである。
スペシャル版では社長を退いて、旅館経営を甥の柾樹や息子の伸一にまかせて、家事にはげんている。
加賀美伸一
演 - 東幹久
支配人。環の長男で柾樹の従兄。学生時代、ホテル経営を学ぶためにロンドンに留学した経験を持つ。世間知らずで苦労知らずのキザなマザコン男で蝶ネクタイにサスペンダーをするなど身なりに対しては独特のこだわりを持つ。加賀美屋の後継者となるべく頑張っているため、夏美や柾樹のことを快く思っていなかった。
加賀美屋を洋風ホテルに改めるのが夢で、そのための改築計画を推進しており、祖母でもあるカツノには快く思われていない。このことからわかる通り、世間知らずで苦労知らずな上、加賀美屋の伝統と格式についての理解が足りないところがあり、平治のところへ茶釜を取りに行って弟子の聡の作品を持って帰ったり、旅行雑誌の調査員を看破することが出来ず、さらに「ホテルのような接客」を指示したりするなど、加賀美屋の後継者としては力不足の描写もみられる。また、伝統と格式を誤解して予約していない客を追い返し、裕二郎に「誰に対してもあのような態度をとるやつ」、柾樹に「サービス業に携わる者としてあるまじき行為」と酷評されている。こっそり加賀美屋に夏美の様子を見に来た啓吾達も予約がなかったことを理由に追い返されてしまい、カツノらが啓吾達に平謝りする事態を招いたこともあった。
母・環が女将に就任した事で自分の地位は安泰だと思っていたため、環が、夏美が若女将に就任する事と後継者は柾樹である事を公にした時は、後継者から外された事に落胆し、環に裏切られたと思って憤りを感じてしまった。そして自暴自棄になって毎晩飲み歩くようになり、秋山譲二に目をつけられる事となった。なお、この時点で柾樹が進めようとしていた経営改革については自身が周りのしがらみにとらわれているために反対の立場であり、その事も柾樹が後継者となった一因となっている。
荒れる伸一を見て恵美子、時江、そして環は心を痛めたが、どうすることもできなかった。カツノは自分が持つ加賀美屋の株を全て伸一に譲り渡すことにより、事態を打開しようと図った。このことで伸一は納得し、正式に正樹を後継者として認めた。だが、柾樹の経営者の才能に対する嫉妬を抑える事ができず、また飲み歩くなるようになった。その心の隙を秋山譲二に付け込まれ、ついには彼に自分が持っていた加賀美屋の株券を全て渡す契約を結んでしまう。また秋山の項で後述する理由で彼に心酔し、ビジネスパートナーとして秋山を迎え入れた。その事が加賀美屋を危機に陥れる事になるのだが、伸一は柾樹に秋山の正体を指摘されるまでその事に気づかなかった。秋山の正体を知った後はショックのあまり仕事も手につかない状態になるが、恵美子に励まされ、家族の皆に謝ってやり直す勇気を取り戻した。その後は改心した秋山と和解。この事件を通して人間として成長した。
最終回では柾樹へのわだかまりも完全に解け、柾樹とともに経営にいそしむ姿が見られた。平治の作った風鈴をつるす夏美に対して座敷童の姿を見、それを見た平治が「やっと見たな。」と環に語っている。
スペシャル版では、加賀美屋の副社長となり、商工会青年団の部長として地域の世話役となっている。
加賀美恵美子（かがみ みえこ）
演 - 雛形あきこ
伸一の妻。秋田の旅館の娘で女将に必要な習い事はすべて身に着けている。伸一からは女将になるように切望され環にも十分に女将の素質があるといわれた。ただ、優秀な女将のカツノと環を目の当たりにして、自分が女将には向いていないと思い、子供のことも考えて家事と育児に専念することを望んでいた。そのため環や伸一と緊張関係になり、離婚話まででた。しかし、彩華が登場したことで女将候補が夏美と彩華に絞られたため、女将候補から完全に外れる。
当初は女将になることを切望されていた恵美子だが、女将候補から外れたことで加賀美家の家事を恵美子が担当して環や時江などが旅館に専念する体制が確立する。そのため、環や伸一との緊張関係は消滅した。
女将候補としてはともかく嫁としてはカツノにも気に入られ、当たり障りがない程度にカツノに旅館の情報を流している。また、夫と違って夏美のことを応援し、伸一と夏美や柾樹の間を取り持っている。
伸一が後継者から外される事は全く予期していなかったようで、彼が後継者から外されてからは彼を擁護する行動をとるようになる。だが秋山譲二に対しては胡散臭いものを感じていた。秋山の正体が明らかになってからは落ち込む伸一に対し、逃げたりしないで、妻として伸一を信じているから、と言って彼にを抱きしめて励ました。
スペシャルでも、家事と子育て優先は変わっておらず、舅・久則とのゆるやかな緊張関係が見られる。
加賀美健太（かがみ けんた）
演 - 鈴木宗太郎
伸一の長男。
加賀美勇太（かがみ ゆうた）
演 - 小室優太
伸一の次男。2人とも夏美になついている。一時期、恵美子が女将修行をした時にはさびしい思いをし、2人して家出騒ぎを起こす。そのため、恵美子の女将修行の件は延期された。2人とも家族思いであり、加賀美屋の株を譲渡してしまったという大失態を犯した父の伸一が土下座して侘び、母の恵美子（と時江）が一緒に謝るのを見て、自分達も「お父さんが悪い事をしたなら謝ります」と言って謝罪している。
スペシャルでは、母の料理に不平を述べ、祖父の料理に感心する光景が見られた。
加賀美浩司（かがみ こうじ）
演 - 蟹江一平
板前。環の次男、柾樹の同級生で従兄弟。健太と優太の叔父。高校卒業後、京都の老舗旅館で修行を積み、実家の加賀美屋へ戻ってからその板場にて篠田の下で働いてきた。柾樹とは仲が良く、次男の気楽さからか、母・環や兄・伸一とは違い、夏美や柾樹に好感を持っている。なお夏美に対しては、柾樹さえいなかったら、とも発言しており、好意以上の気持ちを抱いていたことが示唆されている。環が押す女将候補の原田彩華は交際相手でプロポーズもしたが、夏美と彩華の両方を応援することを誓っていた。彼は彩華が柾樹のことを子供のころから好きだった事に気がついていたが、彩華を一途に思い、金策に困っていた彩華に自分の給料を全額渡していた。だがその恋もなかなか実らなかった。彩華が環に暇を願い出た夜の次の日の朝、浩司は誰もいない彩華のアパートで彩華が大切にしていた皿（彩華が父親から譲られていたもの）と置手紙を見つけ、号泣。その後、浩司は皿を大切に保管している。
彩華が働いていたころは既に新作料理を披露するほどの腕前になっていたが、その後も浩司は料理の腕を上げており、板場の副長格になっていた。板長の篠田が辞めたことにより自動的に板長に就任するが、既に篠田は浩司の腕前を認めており、加賀美屋を辞めて立ち去る間際に浩司に自分の日本手ぬぐいを渡して後事を託していた。
柾樹が食材費改革を行ったために篠田がやめて板場が混乱したことから柾樹に腹を立てた。しかし、柾樹の選んだ業者からも今までと遜色のない質の魚を仕入れる事ができると確信してからは柾樹の改革に協力する事に決めた。その後、柾樹が家族との和を大切にするようになり、浩司に経営改革資料を見せたことから柾樹の真意を理解し、魚料理だけではなく前沢牛を料理に取り入れることを柾樹と共に検討するなど、改革に積極的に協力している。それゆえ、秋山譲二には胡散臭いものを感じており、目が覚めずに彼に心酔する伸一に対して取っ組み合いの喧嘩も辞さない姿勢を見せている。ただそれは兄を思う気持ちの裏返しでもあり、秋山の正体を知って落ち込む伸一を心配したりもしている。
後に加賀美屋の危機を救うために戻ってきた彩華と加賀美屋乗っ取り事件解決後に交際を開始。最終回では結婚間近で、相変わらず彩華にデレデレしている様子が描かれた。
スペシャルでは実家の加賀美屋を離れ、独立した店を構えている。
加賀美俊江（かがみ としえ）
演 - 中江有里
8代目女将。柾樹の母で、伸一と浩司の伯母。女将の激務のために体を壊し、他界している。カツノは環ではなく彼女が女将になることを望んでいた。

### 「加賀美屋」の従業員
原田彩華（はらだ あやか）
演 - 白石美帆
仲居。女将候補。浩司の交際相手。柾樹と浩司とは幼稚園のころからの付き合いで高校時代の同級生でもある。同窓会で再会したのがきっかけで浩司との交際を開始した。美人で、裕二郎が片思いしていたこともあるという。老舗の料亭の娘で女将に必要な習い事は全て身につけており、夏美のライバルでもある。表向きは夏美にも頑張って欲しいと言っているが、本音は違い、夏美にライバル心を燃やしており、夏美を加賀美屋から追い出すために様々な策謀を巡らせた。組合費を盗み、さらにその事件を利用して夏美を孤立させたり、蔵の皿を割ったりしている。なお、浩司と交際を開始したのは加賀美屋の内紛につけ込んで女将になるためであり、その事を後に柾樹に告白し、柾樹に抱きついている。子供のころから柾樹のことが好きでそのことで浩司と夏美を悩ませたりもした。なお、柾樹自身は彩華に恋愛感情を抱いていないが、彩華のことを妹のように思い、心配している。
実家の料亭は6年前に人のいい彩華の父が友人の借金の保証人になってしまい、借金のかたに取られて店をたたんでいる。その後、彩華の父は心労で亡くなり、母の悦子もそのショックで体調を崩してしまったが、誰も助けてはくれなかった。そのため、他人を信用していなかった。その後、彩華は悦子の実家である新潟の料亭で仲居として働いていたが、その料亭は悦子の妹が女将をしており、悦子の妹の娘が跡を継ぐ事になっていたため、悶々とした日を送っていた。加賀美屋に勤めていた時はアパートに1人暮らしをしており、母の悦子は病院に入院している。また悦子の入院費用を工面するために闇金融などから借金をしていた。
環は、彩華が女将修行をするために浩司に近づき浩司には恋愛感情を持っていないことを見抜いたが、夏美が女将を継ぐのを阻止するために彩華の女将修行を認めていた。また彩華に女将としての才能を見出しており、浩司との交際を通して彩華に人を信じる心が身に付く事を望んでもいた。そのため、女将争いは彩華が一歩リードしたかと思われていたが、夏美が接客した旅行雑誌の記者が夏美の接客を絶賛する記事を書いたことがきっかけとなって仲居達が夏美を見直すようになり、ほころびが生じ始めた。さらに加賀美屋に借金取りが押し寄せた事件がきっかけで仲居や伸一の心も彩華から離れてしまった。そして彩華は夏美に全てを話した。それでも夏美は彩華を許し、彩華の事を心配する浩司や柾樹のことを説いて彩華が一人ぼっちではないと言い、さらに一緒に女将修行をしようと彩華に言った。そのことにより、彩華は夏美が自分にはない、人を信じる心を持っている事に気付いて敗北を認め、いつか自分が人を信じる心を身につけて帰ることを誓い、環に暇を願い出て盛岡を去った。
その後、秋山譲二によって加賀美屋が苦境に陥った事を聞きつけ、仲居がほとんどいなくなってしまった危機を救うために協力を申し出た。なお借金は父の友人の援助で無事返済した。加賀美屋乗っ取り事件解決後に再び浩司と交際を開始し、最終回では結婚間近である様子が描かれた。
スペシャルでは、浩司と小料理屋を経営しているが、まだ結婚までに至っていない。
小野時江（おの ときえ）
演 - あき竹城
仲居頭。仕事に忠実で夏美を容赦なく指導している。幼いころから面倒を見てきた伸一が跡を継ぐ事を望んでおり、夏美に辛く当たった。ただ、それは加賀美屋を愛するが故の行動であった。自分が指導していた夏美が起こした不始末の責任をとるために1度は解雇されるが、カツノの引退を機に復帰。彩華の登場で孤立していた夏美に声をかけて昼食に誘うなど、夏美のことを陰ながら応援するようになった。柾樹が盛岡に帰ってからも伸一に跡を継いでほしいという気持ちには変わりはないが、以前ほど夏美に対してつらく当たっていない。だが、伸一と夏美の間でジレンマに陥っている。なお、NHKの公式ページに載っているあき竹城のインタビュー記事によると、もう30年以上も加賀美屋に勤めており、環が若女将としての仕事を教わったのが時江だという設定になっている。
午後に梅干しを絶対に食べない。梅干しは食あたりしないために入っているが、加賀美屋は宿泊客が来る午後に何が何でもあたらなくてはならないというのが理由。これを昼食の時に梅干入りのおにぎりを食べながら夏美に話したところ夏美が真似し、これを見てかわいいと感じた。また、この一件で夏美に時江の加賀美屋を愛する気持ちが通じ、夏美と信頼関係を築いていくことになった。なお、加賀美家には家族同然の付き合いをしており、加賀美家の母屋で加賀美家の面々とともに夜食をとったりしている。これは加賀美屋の従業員の中では夏美を除いては彼女だけである。
夏美が若女将になってからは環の指示で夏美の補佐につき、女将としての指導を開始。その内容は仲居時代と同様厳しいもので思わず夏美が愚痴を言うほどであった。
松本佳奈（まつもと かな）
演 - 川村ゆきえ
仲居。歳が近いこともあって夏美と仲良くなり、夏美の理解者となった。夏美と同じイーハトーブに下宿している。また同じイーハトーブに下宿する鉄器職人の聡に好意を抱いている。だが、当の聡は夏美に好意を抱いており、彼が夏美にお守りとして手製の置物を渡したことがきっかけとなって、夏美に嫉妬して仲が悪くなるが、火傷の手当てを夏美にしてもらったこと、裕二郎のアドバイス、彩華の登場で夏美の立場が悪くなっていったことなどがあって後に和解する。なお、聡に対しては夏美と柾樹の結婚式の日に自分の気持ちを漏らしている。照れくさかったのか、佳奈は慌てて誤魔化したが、聡は佳奈の言葉にはっとし、その後、佳奈は聡と仲睦まじく過ごしている。その後、本編の最終回では加賀美屋を救うために東京に戻った聡の帰りを待つ様子が、スペシャルでは聡と結婚した後の様子が描かれた。
彩華のことは当初から快く思っておらず、夏美とけんかしていた時でさえ彩華に対して事あるごとに突っかかった。夏美と仲直りしてからは彩華に対して嫌悪感をあらわにしていた。
武井康子（たけい やすこ）
演 - 那須佐代子
仲居。当初は柾樹の婚約者の夏美が女将修行をする事に戸惑いを感じていた。そして夏美の不注意により客の斎藤翼が蕎麦アレルギーのアナフィラキシーショックを起こした事件をきっかけに夏美が女将修行をすることを不快に感じるようになり、女将としての素養の持ち主である彩華のことを気に入っていた。だが、夏美の接客ぶりが旅行雑誌で褒められた件と彩華を訪ねて加賀美屋に借金取りが押し寄せた事件をきっかけに態度を変え、彩華を疎ましく思うようになった。そして夏美の事を見直し、理解者となった。
経験でも年齢でも時江につぐ位置にあり、若い仲居を指導する立場である。そのため、彩華と夏美のトラブルがもとで仲居が真っ二つに割れたときに清美と並んで環に真っ先に怒られた。
秋山譲二が加賀美屋に入り込んだ時には彼の扇動にのってストライキを起こし、ついには加賀美屋を去って行った。だがそれは給料値上げを談判するためのポーズでしかなく、後に復帰する。
石原清美（いしはら きよみ）
演 - 中村優子
仲居。当初は夏美に対して接し方に困り、他の仲居と歩調を合わせていたが、夏美に仕事を代わってもらった件をきっかけに彼女の味方となる。平泉出身である。彩華は彼女が病気の母親の看病をするために休んだ事をきっかけに加賀美屋に入り込んだ。
康子に次ぐベテランであり、佳奈の指導を担当している。ただ、佳奈とは違い、彩華の言動に裏があることには気づいていなかった。
離婚して小学生の娘がおり、さらに病気の母親を抱えているためにお金に困っており、秋山譲二から加賀美屋の給料の低さや待遇の悪さを吹聴された時には動揺した。そしてその事が原因でストライキを起こし、加賀美屋を辞めていったが、秋山の乗っ取り騒ぎが解決した後に加賀美屋に復帰している。
本田則子
演 - 佐藤礼貴
仲居。体格の通り、食いしん坊という設定である。甘いものが好きで、仲居部屋では必ず羊羹を1本食べる。夏美と彩華に対しては康子と同じ態度をとっていた。韓流ファンでジュンソが加賀美屋に宿泊した時は興奮を隠せなかった。
秋山譲二の扇動に乗せられ、加賀美屋の給料が低いことを吹き込まれた時には真っ先に環に交渉しようと言い出した。これが後に加賀美屋に騒動をもたらすことになる。夏美は佳奈からこのことを聞かされたが、その話を聞いた時には事の重大さには気づいていなかった。そしてついにストライキを起こし、加賀美屋を去って行ったが、それは康子同様ポーズでしかなく、すぐに復帰する。
橋本恵
演 - 藤井麻衣子
仲居。周りに流され、夏美と彩華に対しては康子と同じ態度をとっていた。人間関係に極力波風を立てたがらない性格だが、佳奈には「怒ると1番怖い」と言われている。秋山譲二が加賀美屋に入り込んだ時には周りの仲居の動きに合わせてストライキに参加。そして加賀美屋を去って行ったが、すぐに復帰する。
伊藤涼子（いとう りょうこ）
演 - 南まりか
仲居。加賀美屋乗っ取り事件が解決後、加賀美屋に新しく入った仲居。康子が指導しており、その指導ぶりはかつての時江よりも厳しいものだと周りからはいわれている。
中本努
演 - 高橋元太郎
番頭。職務に忠実な番頭でもう50年近くも勤めている。当初は夏美のことをなんとも思ってはいなかったようだが、夏美の仕事ぶりをみていくうちに、夏美のことが気になっていく。中庭の手入れを担当しており、庭の植木に対しては孫のような気持で接している。加賀美屋への忠誠心も相当なもので、秋山譲二の全面改築案に反対した他、秋山一味の引き抜き工作にも応じず加賀美屋にとどまっている。
篠田誠（しのだ まこと）
演 - 草見潤平
加賀美屋の板長。加賀美屋で板前の仕事を35年も続けるベテランの板前であり、とても料理の腕が良い。昔気質で頑固一徹な性格であるため板場は男のみの職場だと考え、板場に入って来た夏美を一喝するほどである。またこの件もあって、女将としては知識不足の夏美が女将修行をする事を快く思っていなかった。再度、板場に入ってきた夏美とまた争いになるが、その件をそつなく収めた彩華を気に入っていた。なお、酒癖が悪いらしい。前述の通り昔気質な性格であるため板場に女を入れていいと言う現代のやり方を一切快く思っておらず、そのため板場は男のみの職場であって女が入る所ではないと決めている。
改革に乗り出した柾樹が食材調達の方法を改めようとした時は柾樹と真っ向から対立し、業者の上岡から裏金をもらっていることを柾樹から指摘された事に憤りを覚えて35年間ずっと勤め続けてきた加賀美屋を退職した。篠田は柾樹の言う事を理解していたが、上岡との付き合いを絶てば地元に力を持つ上岡が手を回して加賀美屋が苦境に陥ることを察しており、辞めた直後に上岡のところを訪れて上岡に頭を下げていた。なお、上岡から裏金をもらっていたことは浩司も知らなかった。裏金としてもらっていたお金は食材費として積み立てられており、伸一もその事は理解していたが、篠田はその金に手をつけてしまったことがあった。そのため、篠田は裏金の件で加賀美屋を裏切った事を恥じて、そのまま退職する。だが、弟子の浅沼と小山を説得し、加賀美屋に連れ戻している。
その後、秋山譲二によって加賀美屋が苦境に陥った事を伸一から聞きつけ、板前が引き抜かれた危機を救うために協力を申し出た。浩司からは板長に復帰するよう要請されるが、辞めた理由が理由なのでこの時点では板長復帰を固辞し、1人の板前として加賀美屋に復帰する（スペシャルで正式に板長に復帰した）。根は昔気質で頑固一徹な性格であるためかつては板場に女を入れてはいけないと言う古い考えを主張する程だったが、加賀美屋に復帰してからはその古い考えを改め直し、夏美に対して「板場に女が入るのは良くないという考えは古かった」と詫びている。
浅沼英雄（あさぬま ひでお）
演 - 遠藤信
小山哲也（こやま てつや）
演 - 宇佐見健
2人とも篠田の弟子の板前であり、長年ずっと篠田の下で働いてきた。そのため篠田が辞めると同時に加賀美屋を1度は辞めてしまった。だが篠田に説得され、最終的には加賀美屋に戻った。その後、秋山譲二一味による引き抜きに応じてしまい、加賀美屋を辞めてしまった。が、清美同様、加賀美屋乗っ取り事件解決後に加賀美屋に戻ってきた。

### 岩手の人々
佐々木平治
演 - 長門裕之（スペシャルでは山野史人）
南部鉄器職人。頑固な性格でカツノの茶飲み友達。カツノ同様、夏美のことを座敷童だと思い込み、普段も夏美のことを「童っ子（わらすっこ）」と呼んでいる。夏美の理解者の一人。
環が茶釜を取りに行ったときに感想を聞き、「枯れている」と口先だけの感想を言われて激怒し3年も加賀美屋の茶釜を作らなかったという過去がある。平治はこのことを忘れているが環はずっと忘れず、今でも環は平治を苦手にしている。
また、伸一が弟子の茶釜を持ち帰ったことに激怒し、加賀美屋には茶釜は作らないと言い放ったことがあった。そのため夏美が新たに作るように頼みに行った。このときは夏美が斎藤翼の事件で女将修行を放り出して横浜へ戻り、また戻ってきた直後だったということもあって、平治は夏美を許さず、追い返そうとしたが、夏美は茶釜を受け取るまでは戻らないと言い、帰らずに座り込みを続けた。そして、夜になって豪雨の中でも夏美が座り込みを続けるのを見て平治は根負けし、夏美を中に入れた。その後、夏美は平治の目が悪くなったことを見抜き、朝食として目によいブルーベリーの入ったパンケーキを作った。平治は目が悪くなったことを見抜かれたと知って引退を口にしたが、「思い通りにできなくてもその作品は平治さんの魂がこもった作品」と夏美に励まされたことがきっかけで、加賀美屋の茶釜を作った。茶釜を夏美に渡すときに平治が夏美に感想を聞くと、夏美は「これで茶を入れたらおいしそうだ」と言い、平治は苦笑。夏美が南部鉄器にあまり理解がないことはわかったが、それでも真心をこめて感想を言ったことが気に入り茶釜を渡した。その後はまた夏美の理解者となった。
カツノの死の直前にカツノと政良を和解させようとして夏美に政良の居場所を聞き出し、遠野の政良の元を訪れた。政良は、自分は加賀美屋を出て行った人間だからその資格はない、と加賀美家を訪れるのを断ろうとしたが、カツノの具合が悪いと聞いて態度を改め、加賀美家を訪れた。カツノは最初女将としての立場から政良と会うことを拒絶した。平治は自分が政良を無理矢理連れて来た事と加賀美家は政良が生まれた実家である事を話し、そして息子が母に会いに来て何が悪いと説いた。さらに環が、実は今は亡き俊江が政良の帰りをずっと待っていた事を話した。そして政良が、俊江に自分が迷惑をかけた事を俊江に詫びる事もしない内に俊江が亡くなってしまったのでカツノが生きている内にカツノに謝りたい、と言って詫びた。とどめとして平治が、もう女将としての職責は十分果たしたのだから母親として政良を許してほしい、と訴えた。このことにより、カツノは政良をついに母として許した。
目のことで夏美に励まされたことをきっかけにいつもと違うものを作ろうと考え、南部風鈴の製作をはじめ、カツノと縁側でお茶を飲んだ時に聞いた風鈴の音を出す風鈴を作成した。当初カツノに聞かせるつもりだったが完成前にカツノは死去。その後は落ち込む夏美を励ますために制作を急ぎ、風鈴を完成させた。縁側で夏美と平治が風鈴の音を聞いていたところカツノの幻影があらわれ夏美を励ました。これをきっかけに夏美が悲しみを乗り越える。その後も加賀美屋の人達を励まし続け、カツノの相談相手になっていたように、環に対しても環の相談相手になる事を申し出ている。その後は風鈴作りを続行。加賀美家一同の分だけ製作し、加賀美屋乗っ取り事件が解決した次の春に加賀美屋に納品した。
岩本裕二郎
演 - 吹越満
喫茶店「イーハトーブ」マスター兼下宿屋の大家。伸一の同級生。
柾樹の先輩で柾樹や夏美のことをかわいがっている。浩司とも仲が良いが、同級生だった伸一とは仲が悪い。離婚歴があり、男手一つで娘の咲を育てている。岩手県出身の宮沢賢治のファンで、自ら営む喫茶店にイーハトーブと名付けている。兄貴分のような立場で下宿人や柾樹に忠告することがあり、下宿人の水森アキに好意を持たれている。だが、彼はアキのことを良き仲間だと思っており、アキにもその事をはっきりと伝えた。アキの気持ちに気づいているかどうかは明言していないが、咲に対するアキの態度から、それとなく察していたようである。加賀美屋乗っ取り事件の時には手伝うことを申し出て、自身が持つ調理師免許を活かしてしばらく板場を手伝った。
岩本咲
演 - 兼崎杏優
裕二郎の娘。6歳になる無邪気な娘で、親切心から斎藤翼に蕎麦粉入りの饅頭を渡してしまったり、水森アキに対してお母さんになってくれたらいいのにと言ったりと、その気はないのにトラブルメーカーのようになっている。
ビリー・ジョナサン
演 - ダニエル・カール
イーハトーブに下宿するアメリカ人。植物学者で岩手大学の講師を務めている。他の下宿人らからは「センセイ」と呼ばれている。
スペシャルでは、地質学研究にも取り組む岩手大学の教授に昇進。
水森アキ
演 - 鈴木蘭々
イーハトーブに下宿するカメラマン。国内外でいくつもの賞を受賞したことがある。放浪癖があるため、夏美がイーハトーブに来た時は旅に出ていて留守だった。
仕事に対しては誇りを持っていて、「自分の写真を認める人にしか写真を売らない」と公言し、アキの写真に対して「こんなもの」といった田辺に食ってかかろうとした。
面倒見がよく、夏美が困った時はすぐに助けに入る。また、咲の面倒をよく見、イーハトーブの面々からは母親のようだとからかわれている。ある夜、咲を抱いたアキは咲に「お母さんになってくれたらいいのに」と言われ、さらに裕二郎に「そうだなぁ、本当のお母さんだったらいいのになぁ」と相槌を打たれてひどく動揺する。アキ自身も裕二郎に好意を抱いており、遠野を訪れた時に秘かに縁結びの願をかけていた。その後で夏美はアキが裕二郎に好意を抱いていることを見抜いてしまうが、アキに口止めされている。その後も幼稚園に咲を迎えに行くなどかいがいしく世話を焼いていた。ある日、咲が描いた絵（裕二郎、咲、アキの三人が並んで描かれている）を壁に貼りながら、アキは絵に描かれているような本当の家族になれたらいいと言った。だが裕二郎は「アキは仲間だ…俺の大事なイーハトーブの仲間だ。俺はそれでいいと思っているよ。」と言い、アキにはそれほどの思いを抱いていない事がアキにわかってしまった。傷心のアキはまた旅立って行った。旅先の沖縄からの絵葉書の宛名は「良き仲間の裕二郎様」となっており、心の傷の深さをうかがわせた。しばらく経って盛岡に戻ってきて環の依頼で働く加賀美屋の一同を写真に収めた後、国際的な賞を受賞し、渡米した。
岸本聡
演 - 渡邉邦門
イーハトーブに下宿する南部鉄器の職人で平治の弟子。東京出身。佳奈に好意を抱かれているが、彼自身は夏美に好意を抱いている。そのため、夏美を置いて横浜にいた柾樹に対してその事を咎めて不誠実だと言って柾樹を責めたり、東京へ出た用事のついでに横浜へ寄り、女将修行を放り出して帰郷した夏美に会いに来て、さらに、女将修行を放り出したことを咎めたりしている。次第にその思いが抑えられなくなり、平治からのアドバイスもあって、夏美に自分の思いを告白した。上述の経緯から柾樹に対してはついつらく当たってしまうが、夏美も柾樹も聡の真意を理解しており、柾樹とはそれほど険悪な仲ではない。柾樹が食材費改革に乗り出した話を夏美から聞いた時にはイーハトーブの面々の中で一人理解を示し、柾樹に対して不誠実だと非難したことを詫びている。
イーハトーブの面々が夏美に特別に招待されたことから夏美と柾樹の結婚披露宴に出席。上述の経緯からあまりうれしそうではなく、披露宴の直前に、佳奈に対して「夏美ちゃんだから柾樹さんは幸せになるんだよ。」と言う。それに対して佳奈は「私だってそう思っている。私だって聡さんのこと幸せにしたいと思っている。」と言う。それまで佳奈の気持ちには全く気づいていなかったが、佳奈の言葉を聞いて聡ははっとした。その後は佳奈と良い関係を築いている。
周囲には隠していたが、2年前まで父の元で働いていた事があった。父が社外取締役をつとめていた会社が加賀美屋乗っ取りに動いた事を知ると、彼は父に働きかけるために東京に戻った。そして加賀美屋を救うために加賀美屋の常連だった祖母と共に父に働きかけ、加賀美屋を救う役割を担った。父の隆一郎との会話によれば、聡は父の「法に触れなければ何をやってもいい」という強引なやり方に反発して辞めたようである。父が加賀美屋を救済するために出した条件によって引き続き父の元で働くことになってしまったが、南部鉄器職人になるという夢は捨てず、平治への手紙ではまた盛岡に戻ってくると書いている。
スペシャルでは盛岡に戻り、佳奈と結婚。
原田悦子
演 - 二木てるみ
原田彩華の母で体調を崩して小野田医院という病院に入院している。血液型はA型である。彩華の世話になっていることを申し訳なく思っている。実家は新潟にある老舗の料亭で現在は悦子の妹が女将をしている。彩華は悦子の入院費を工面するために金策に困っており、闇金融から借金をする原因にもなっていた。だが彩華は悦子を心配させまいと悦子にはその事を口に出してはいなかった。彩華が盛岡を去る時に退院し、盛岡を去っている。
最終回では結婚間近の浩司と彩華が悦子を呼び寄せようと相談している場面が描かれた。
座敷童
演 - 橋口恵莉奈（少女時代の浅倉夏美と二役）
旅館「加賀美屋」の蔵に出没。

### 横浜の人々
新井保
演 - 与座嘉秋
「ル・ヴィザージュ」の職人。夏美に好意を抱いているが、当の夏美にはまったく気づかれていない。恋のライバルの柾樹のことを嫌っている。南部鉄器職人の聡とは違って女々しい男で夏美に告白もできないうちに柾樹が盛岡に帰ることになり、柾樹が盛岡に帰ったら夏美と柾樹が一緒になってしまうとこぼして同僚の村田良雄に呆れられている。
村田良雄
演 - 渡部朋彦
「ル・ヴィザージュ」で働く洋菓子職人。NHK横浜のホームページによると彼は新井保よりも先輩である。
益田直子
演 - 堀有里
「ル・ヴィザージュ」アルバイトでレジを担当している。
藤村香織
演 - 相沢紗世
柾樹の同僚。柾樹と以前付き合っていたが、2年前にニューヨークに転勤して別れた。だが今でも柾樹に未練があり、同じ職場に復帰し、柾樹の立ち上げたブライダル企画にかかわることになったのをきっかけに柾樹にモーションを掛けた。女将修行を一度断念して戻って来た夏美を挑発しに来たこともある。
柾樹が盛岡へ帰る決意を固めた時は、なぜ柾樹が盛岡へ戻ろうと決心したのかを知るために、加賀美屋に客として訪れて、夏美と対峙する。そして柾樹と夏美の加賀美屋に対する思いや夏美の柾樹に対する信頼の思いを知って自分の負けを認めて横浜へ戻った。横浜へ帰ってからは柾樹の退職を渋る叔父の吉沢を説得して柾樹を盛岡へ送り出す。なお、香織は加賀美屋で彩華にも会ったが、彩華は香織が柾樹の知り合いであることに気がつかず、香織が柾樹の知り合いであることに気がついていた環をがっかりさせた。
柾樹退職後はブライダル企画を引き継ぎ仕事に燃えていた。夏美の結納の時は大阪に出張中で顔を出せなかったが、同僚を通じて祝福していることを伝えた。
柾樹が夏美と結婚したころには別の仕事を手がけていたが、秋山譲二が加賀美屋に魔手を伸ばしてきた直後に柾樹から秋山の素性を調査してほしいと依頼を受けた。香織は友人達など八方に手を尽くして秋山の素性を調査。そして香織の調査と柾樹自身の調査の結果、盛岡でリゾート開発の計画があり、そのために外資の乗っ取り屋が暗躍している事と、秋山がその乗っ取り屋の一味であることが判明する。その後は加賀美屋を救うために柾樹に協力を申し出ている。
スペシャル版では、秋山が経営する会社のパートナーとなっている。
吉沢正人
演 - ささきいさお
「ホテルハーバーサイド横浜」副総支配人。柾樹の上司で香織の叔父。柾樹と香織が共同でブライダル企画を手がけることを望み、さらに深い関係になることを望んでいる。山室が預かっていた柾樹の退職願を破り捨て、引止めを開始した。だが香織の説得により柾樹の退職を認め、柾樹を盛岡へ送り出した。その後、秋山譲二によって加賀美屋が危機に陥った時には山室とともに香織に協力し、秋山の所属する会社の社外取締役の岸本（実は聡の父）に協力を求めるよう香織にアドバイスしている。なお、岸本は吉沢の古くからの友人であり、柾樹が岸本と会う段取りも彼がつけ、加賀美屋を救う足がかりを作った。
高林久美子
演 - 別府あゆみ
夏美の大学時代の友人で、夏美と柾樹のことを応援している。そのため、香織のことを快く思っておらず、職場で柾樹に迫る香織を妨害したりもしていた。
柾樹と夏美の結納の日には結納の後の会席の場に顔を出し、柾樹と夏美にプレゼントを渡した。
加賀美屋乗っ取り事件の時には山室と香織とともに吉沢に同行。岸本に会いにきた夏美と柾樹に対して岸本の情報を伝えた。
柾樹の同僚
演 - 佐藤幹雄、大門裕明、カネダ淳
結納のために「ホテルハーバーサイド横浜」を訪れた柾樹を祝福し、香織が仕事に燃えて元気に働いていることと香織が祝福していた事を柾樹と夏美に伝えた。
山室英喜
演 - 中原丈雄
「ホテルハーバーサイド横浜」企画部部長。柾樹の直接の上司で啓吾の友人でもある。優秀な部下の柾樹がホテルを辞めるのを残念に思っているが、基本的には柾樹と夏美のことを応援している。そのため、吉沢の柾樹に対する行為をあまり好ましく思っていなかったが、自身も吉沢の部下であるため、立場上積極的には抵抗できなかった。
その後、柾樹と夏美の仲人になり、結納の会場を手配した。初めての仲人ということもあり、喜びを隠せなかった。
山村道代
演 - 大沼百合子
山室の妻。

### その他
上野
演 - 川地民夫（第3回）
「加賀美屋」の常連客。
医者
演 - 須永慶（第4回、第110回、第121回）
カツノの主治医。
店の親父
演 - 蛭子能収（第10回、第22回、第63回）
夏美の父・啓吾がよく訪れる中華料理屋「桃華軒」の主人。柾樹から、夏美との婚約破棄するに至った事情の説明や、女将修行に対する夏美の気持ちなどを聞き出し、柾樹と夏美に理解を示したのもこのお店。
関谷
演 - 大林丈史（第13回、第18回）
関谷の妻
演 - 蓬萊照子（第13回、第18回）
上記関谷夫婦は「加賀美屋」の常連客。宿泊後、宮沢賢治記念館へ行くと行って出かけた後、再び加賀美屋に戻ってきた。足の不自由な関谷の妻に対し、環がこっそり履物の位置をずらして準備していた。
吉田松太郎
演 - 山本圭（第15回 - 第18回、第54回、第77回、第78回）
加賀美屋の常連客で毎年、今は亡き妻の百合子と八幡平を訪れていた。夏美の不注意で転倒してしまい、足を怪我してしまう。だが、松太郎はそれをとがめなかった。また夏美とイーハトーブの面々のおかげで思い出の地の八幡平に立ち、これまた妻との思い出の花のハクサンチドリを見ることができた事により、ただ思い出に生きるよりも自分で一歩踏み出す勇気を得る。松太郎は夏美に感謝して加賀美屋を去っていった。
後に柾樹の立ち上げたブライダル企画の客（彼の娘が花嫁となった）となり、夏美とインターネット回線を介して再会。夏美への感謝の気持ちを娘とともに再度吐露した。このことに柾樹は感銘を受け、加賀美屋へ戻ることを決意した。ちなみに夏美のそばには後見役として時江もおり、松太郎の話を聞いて感動し、涙を流していた。
吉田佐知代
演 - 中原果南（第78回）
吉田松太郎の娘。母が亡くなってから父が元気をなくしていたため、父を一人おいて結婚できないのではないかと思い悩んでいた。だが、夏美によって父が元気を取り戻したため、結婚に踏み切ることができた。彼女はこのことに感謝し、恩人の夏美をインターネット中継を使って結婚式に招待した。
ジュンソ
演 - リュ・シウォン（第25回 - 第30回、第54回、第150回、第152回）
韓国の人気俳優。環や時江、そして仲居の則子も彼のファンである。2年前に日本に来たことがあり、盛岡に来たのはその時に知り合った恋人を探すためであった。なかなか手がかりは得られなかったが、夏美やビリーのおかげでラジオ番組に出演して呼びかけた事により、帰国直前に無事恋人と再会することができた。
その後は韓国で活躍していたが、インターネットを駆け巡ったニュースを見て秋山譲二によって苦境に陥った加賀美屋の状況を知り、自身のホームページで加賀美屋を救う事を訴えた。このことにより、加賀美屋の予約状況は回復する。なお、木下涼子と結婚する事になったことをホームページで表明している。
木下涼子
演 - 葉山ゆりあ（第27回）
ジュンソの恋人。
ジュンソのマネージャー
演 - 七世一樹（第28回、第30回）
ジュンソが仕事の途中で盛岡に来たため、彼を連れ戻しに加賀美屋まで追いかけてきた。体を張ってジュンソを彼からかばう環の姿を見て、夏美は女将の心得を学び、後に実践する。
市役所職員
演 - 田中要次（第27回、第29回）
ジュンソの恋人の手がかりを得ようとやって来た夏美に対し、個人情報の保護を理由に情報の提供を拒む。
ラジオ局DJ
演 - マギー審司（第30回）
斎藤愛子
演 - とよた真帆（第36回 - 第54回、第150回、第152回）
経済評論家。女手一つで息子の翼を育てているキャリアウーマン。夏美が初めて担当する宿泊客である。夏美の不注意で蕎麦アレルギーの息子の翼が生死の境をさまよったために加賀美屋を提訴する。だが、その事に翼は反発し、それを目の当たりにした愛子は翼がさびしい思いをしていることにきづかされる。と同時にそのきっかけを作ってくれた夏美に感謝し、提訴を取り下げた。なお、翼が夏美に出した手紙には東京都目黒区の住所が書かれている。
その後、秋山譲二によって加賀美屋が苦境に立っていることを雑誌の記事（乗っ取り屋一味のアーサーが流した物）で知り、テレビ番組で外資系乗っ取り一味の敵対的買収の手法を非難して加賀美屋を支援した。
斎藤翼
演 - 川口翔平（第36回 - 第54回、第152回）
愛子の息子。愛子が忙しくて構ってもらえず、さびしい思いをしているが、愛子はその事に気がついていなかった。そんな翼を夏美は懸命に世話をし、馬に乗せたりさんさ踊りに連れて行ってやったりして旅の思い出を作ってあげた。蕎麦アレルギーで、夏美の不注意でそば粉入りの饅頭を口にしてしまって生死の境をさまよってしまったため、夏美は窮地に追い込まれてしまう。饅頭を買ってきたのはビリーで、饅頭をあげたのは咲だったが、翼を連れ出した夏美の監督責任が問われたのである。だが翼自身は夏美に世話になったことを感謝しており、夏美に感謝状を出し、さらに、夏美を責める愛子に対して生まれて初めて反抗する。
林田裕一
演 - 木村元（第74回、第75回）
「加賀美屋」の常連客。腰を痛めた中本の代わりに中庭の松の世話をする夏美をみかけて声をかけ、夏美と話をする。その後、客室で環と彩華に、夏美が世話をした松は元気がなくなっていたので気になっていたが、すぐに元気になるだろうと話し、夏美の仕事ぶりを褒めた。この話を聞いた彩華は複雑な表情をする。なお彩華の実家の料亭「原田」にも客として訪れた事があり、彩華とは旧知だった。
田辺雅宏
演 - 温水洋一（第89回 - 第91回）
夏美に泥棒と間違えられた客で予約もなしにやってきた。柾樹の一存で宿泊させることになり、担当する客のいなかった夏美が急遽接客を担当することになった。予約も入れなかったのに岩手山のよく見える部屋を要求したり、夕食に盛岡名物のじゃじゃ麺を要求したりするなど、注文をやたらとつけた。夏美は彼の要求を呑んでそれを出そうとしたが、柾樹の忠告によってそれを思いとどまり、料理も加賀美屋の伝統のおもてなしであることを説いて料理をそのまま出した。田辺はそれでも要求したが、夏美は田辺をイーハトーブに連れて行って裕二郎手製のじゃじゃ麺を食べさせることで田辺の要求を満たした。
実は彼は旅行雑誌の調査員であり、無理な注文も加賀美屋の実力を調査するためのものだった。その後、加賀美屋から戻って夏美の接客を絶賛する記事を書いた。そのため、環や伸一の思惑とは逆の結果となり、夏美に女将争いの軍配が上がる結果となった。
ちなみに調査員が来ることを知っていたのは当初は環、久則、伸一、時江の四人だけで、環は調査員に彩華と夏美のどちらが女将にふさわしいか判定させようとした。環は伸一らに口止めしたが、伸一の一存で彩華に勝負のことが伝えられた。そのため、彩華は浩司を自分のアパートに呼び出して協力を依頼。さらに伸一がカツノの目の前で調査員のことを漏らしてしまったため、不審に思ったカツノは久則を問い詰めて調査員のことを聞き出した。ただし、田辺が来たときに環が留守であったこともあり、田辺が調査員だと見抜いたのはカツノだけだった。
環は終始一貫して公平な条件で二人を勝負をさせようと考え、カツノも「裏で画策しているのではないか」という平治に対して「加賀美屋の女将ともあろうものがまさかそんな汚いまねはしないだろう」と発言していた。
川端泰司
演 - 中島久之（第88回 - 第91回）
環が不在の時に加賀美屋を訪れた宿泊客で伸一と時江は彼が旅行雑誌の調査員だと考えた。そのため、伸一は強引に彩華を彼の担当にし、岩手山の見える最高級の部屋を用意した。さらに新作料理を披露することになっていた浩司の料理も外して川端の好みの寒ブリを出させた。その際、浩司は伸一に詰め寄ったが、彩華から調査員のことをほのめかされて渋々了承している。すべては彩華を調査員に売り込んで女将争いに勝利させるためであり、彩華も川端に「よく気がつく子でとても快適に過ごせたが、少々難をいうなら至れり尽くせりすぎて少し窮屈だった」と言わせるほどていねいに接客した。しかし彼は調査員ではなく、環とも旧知のかつての常連客だった。川端に対する接客ぶりを聞いた環は田辺の書いた記事を引き合いに出して「ホテルのような接客」と酷評し、彩華が田辺を接客したとしても夏美には勝てなかったと述べた。
上岡秀治
演 - 飯島大介（第100回、第114回）
地元に勢力を持つ魚の卸売業者で、加賀美屋は彼を通じて魚を仕入れていた。質の良い魚をおろす代わりにその日の料理には使わない魚まで買わせており、食材費に金がかかる原因を作っていた。柾樹は食材費圧縮のために余分な魚を仕入れないように篠田に頼んだが、上岡の力を知る篠田は柾樹の言う事に従えなかった。焦った柾樹は仕入先を上岡とは別の業者に変えたが、そのことに怒った上岡は旅館組合に手を回し、加賀美屋に板前を回さないように圧力をかけていた。なお、平治と上岡は幼いころからの知り合いであり、上岡のところに伸一が謝罪に来たのを偶然見かけて、平治も上岡のところに乗り込んでいる。平治は加賀美屋の苦境を知っており、「加賀美屋を困らせる奴は俺が許さない」と上岡に対して発言している。
浩司が食材費改革を受け入れた後も伸一は毎日上岡の元を訪れ、謝罪を続けていた。柾樹と夏美の結納が行われた日の翌日も上岡の元を訪れて追い返されており、その様子を平治に目撃されている。
石川政良
演 - 奥田瑛二（第103回-第105回、第107回-第109回、第121回-126回、第156回）
柾樹の父。旅行雑誌記者の田辺の紹介で観光協会から遠野の取材を依頼されて遠野に来た夏美がカッパ淵に落ちるところに遭遇し、夏美とアキを自宅に招きいれた。10年以上前から里子を引き取って世話をしており、古い民家を借りて暮らしている。絵を描くことを趣味とし、夏美と出会った時も絵を描きに行った帰りだった。また宮沢賢治を愛しており、宮沢賢治の話を始めると一晩中その話でもちきりとなる。夏美と出会った時、政良はカツノ同様、夏美に座敷童の面影を見ている。
実は出奔していた柾樹の父親で、夏美と出会ったことがきっかけで柾樹と再会する。曲がったことの嫌いな男で、加賀美屋で悪しき慣習を改めようと改革に乗り出したが、周囲と対立するのを潔しとせず、22年前に加賀美屋を出奔した。そのころから絵を描くのを趣味としており、加賀美屋を出奔した時も絵を描くのを口実にしていた。出奔前は加賀美屋の従業員からも慕われていた。
柾樹は政良が自分を捨てたと恨んでいたが、実は政良は柾樹を引き取ろうとカツノに申し入れたことがあり、その申し出を断られていた。また柾樹が9歳の時に柾樹を見に盛岡まで行き、柾樹の姿を見かけたが、柾樹に声をかけることができずに帰ったことがあり、その時に見た柾樹の姿を元に絵を描いた事もあった。その事を紀美子や政良自身から聞かされて柾樹は政良を許す事ができた。なお、政良が里子を引き取って世話していたのは柾樹に対する贖罪の思いからであった。
環と久則は政良が遠野にいたことを知っており、観光協会からの依頼を環と久則が承知したのは遠野で夏美が政良と出会うことを期待したためだった。とは言うものの、環と久則は政良の正確な住所までは知らず、やっと居場所を突き止めて電話をした時に夏美が電話に出たので驚いていた。また、環と久則はカツノと政良を和解させることも視野に入れていたが、さすがにそこまではかなわなかった。だが、病に倒れたカツノは夏美に対し、自分が死んだら加賀美屋に政良を招きいれてほしいと発言しており、カツノの態度をいくらか軟化させる事には成功した。
加賀美家を出て行った人間であるため、柾樹と夏美の結婚式には出席するつもりはなかった。だが、遠野を訪れた平治からカツノの具合が悪い事を聞き、結婚式の当日に加賀美家を訪れた。カツノは政良を追い返そうとしたが、平治と環のとりなしもあって、ついに親子は対面する。その後は結婚式に出席せず、危篤に陥っていた母カツノを看病し、母の死を看取った。
その後、加賀美屋乗っ取り事件が解決した後に加賀美家に戻り、盛岡で趣味の絵を描いて暮らす様子が最終回で描かれた。
吉岡紀美子
演 - あめくみちこ（第104回、第107回 - 第109回）
石川政良とともに5人の里子を世話している女性。10年も政良と同居している。花巻に親戚がいる。政良から柾樹のことを聞いており、柾樹が政良を拒絶して遠野を去ろうとした時に政良が柾樹を引き取ろうとしたことを話し、政良を擁護している。
美咲
演 - あんな（第104回 - 第107回、第109回）
博人
演 - ささの貴斗（第104回 - 第107回、第109回）
大樹
演 - 谷山毅（第104回 - 第107回、第109回）
ひな
演 - 相原鈴夏（第104回 - 第107回、第109回）
みう
演 - 松浦愛弓（第104回、第105回）
5人とも石川政良と吉岡紀美子が世話をする里子。様々な事情で親元を離れて政良の元で暮らしている。美咲は中学生、博人と大樹はカメラマンに憧れる小学生、ひなとみうは小学校に上がる前の幼児である。5人とも夏美とアキを歓迎した。皆、親の愛情に飢えており、みうが親元へ行った時には残りの4人は寂しい思いをし、美咲から事情を聞いたアキは涙を流してしまった(アキは夕食のカレーに入れる玉葱をきざんだせいだといってごまかした)。柾樹が政良の息子であることを知ってからは、美咲は柾樹のことを兄と呼んだ。柾樹はその言葉に戸惑っていたが、夏美にうながされて、その言葉を受け入れている。
高田三郎
演 - 深澤嵐（第105回 - 第108回）
風の強い晩にまぶりっどに連れられて北海道から政良のところを訪ねてきた小学3年生の少年。革の靴に白い半ズボン、ねずみ色のだぶだぶのシャツのいでたちでやってきた。政良の世話になることになっていたとまぶりっどは話している。政良がみうを連れて仙台にいるみうの母親のところへ行き、紀美子も花巻にいる親戚の法事に出かけていたため、夏美が三郎の相手をした。父親と別れたため寂しそうにしており、なかなか子供達の輪に入ろうとはしなかった。夜遅く、三郎は父に捨てられた寂しさを夏美に訴えた。翌朝、三郎の姿はなく、美咲達政良の里子やアキは三郎の存在を信じようとしなかったが、夏美から三郎のことを聞いた政良はそのいでたちと名前から三郎が「風の又三郎」ではないかと考えた。なお、「風の又三郎」の主人公の名前は高田三郎と言い、風の強い日に転校してきている。
まぶりっど
演 - 沼田爆（第103回、第105回、第106回）
遠野のカッパ淵でキュウリを餌に河童を釣ろうとしていた老人。カッパ捕獲許可証を所持しており、観光協会の依頼で記事を書くために遠野を訪れた夏美とアキにそれを見せた。河童の実在を信じていると言い、彼の祖父の祖父は実際に河童を見たことがあるという。そして夏美にせがまれてカッパ淵に伝わる河童の伝説を話した。ちなみにカッパ捕獲許可証には名前が「河中童山」と書かれていた。なお役名の「まぶりっど」は「守っ人」と書き「遠野の文化や伝統を守り、伝える人」という意味である。またカッパ捕獲許可証は実際に遠野の観光協会で発行されている。政良や紀美子の話によると、まぶりっどは観光客を相手にこうした話をしてくれるという。その後、風の強い晩に三郎を連れて政良の家を訪れた。
語り部
演 - 正部家ミヤ（第105回）
とおの昔話村で民話を語るおばあさん。夏美は彼女の語る話に興味を持ち、他をまわる時間がなくなるほど熱心に話を聞いた。なお、登場した正部家ミヤは実際に語り部として活動している人物で、天皇・皇后にも民話を語っている。芸能人以外の実在人物が事実上本人役として出演したということもあり、ノベライズ版には登場しない。
望月勝
演 - 真夏竜（第111回）
「加賀美屋」の常連客。将棋の棋士。柾樹と夏美の結納の前日に宿泊した客で夏美が担当した。少し気難しい客なので環は夏美を心配して朝の挨拶に行ったが、部屋に入ってみると望月と夏美は崩し将棋をして談笑していた。夏美の三戦三勝だったが、望月は「こんな楽しい将棋は久しぶりだ」と言い、風呂から出たらまた対戦だ、今度は自分が勝つぞ、と言った。夏美も、また自分が勝つ、と応じたので、二人して今度は自分が勝つと言い合っていた。これを見て環は安心すると同時に「夏美の笑顔は何よりのおもてなし」と確信し、その足でカツノの元へ、結納をすることになった、夏美を若女将にする決心がついた、と報告に向かった。
加賀美弘道
演 - でんでん（第123回 - 第126回）
加賀美家の親族。伸一ではなく家出した政良の息子である柾樹が跡を継ぐのが不満で、柾樹と夏美の結婚披露宴の席でその不満をぶつける。久則と伸一は弘道を説得しようとしたが、彼は言うことを聞かず、一度盛岡を出て行った柾樹が跡を継げるのなら、東京にいる自分の息子も跡を継げるだろう、という極論を言い、さらに柾樹が跡を継ぐのは加賀美屋の財産目当てだろうとまで言い出した。しかし、環が加賀美屋の女将の権限を持ち出して一喝するとうってかわって黙り込み、結局柾樹が跡を継ぐのを了承した形になった。
親戚たち
演 - 小杉幸彦、春日井順三、山口玲子、岩手太郎（第124回）
弘道の意見に同調し、加賀美屋は本家だけの物ではないと言い出した。しかし、環の一喝に黙りこみ、結局柾樹が跡を継ぐのを了承した形になった。
前田啓介
演 - 北見敏之（第130回 - 第132回）
前田朋子
演 - 児島美ゆき（第130回 - 第132回）
「加賀美屋」の常連客夫妻。帳場に誰もいなかったために夏美が予約を受け付けた客だったが、カツノの死の悲しみから立ち直りきれなかった夏美が同姓同名の「前田啓輔」と取り違えてしまった。そのため、いつものサービス（接客は清美、部屋は楓の間）を受けることができず、佳奈が接客を担当し、藤の間に通された。それでも夫妻は我慢していたが、朋子の苦手な生の貝が料理に出るに及んで女将を呼び出し、入口にかかっている「来者如帰（来る者帰るが如し）」という言葉は嘘なのか、と夏美を非難した。環が夏美のミスに気がつき、即座にいつものサービスを手配した。実は15年前に事業に失敗した事で進退窮まり、自殺をする直前に朋子の希望で最期に評判の旅館の加賀美屋を訪れた事があった。その時、夫妻が自殺を考えていた事をカツノが見抜き、夕食の後で世間話をした後で「来年もまた我が家に帰ってくるように、ここにいらしてください。心よりお待ち申し上げております。」と言い、それを聞いた夫妻は自殺を思いとどまり、その一年後に加賀美屋を訪れ、カツノに謝意を伝えていた。環はその事を夏美に話した後で、カツノを失った悲しみから早く立ち直るように夏美を励ました。
秋山譲二
演 - 石原良純（第116回、第129回、第132回 - 第143回、第146回、第147回、第149回 - 第151回、第153回 - 第155回）
外資系の乗っ取り屋。後継者から外されてしまったことで自暴自棄になった伸一がスナックで自棄酒を飲んでいるところに現れた男。初登場の時点では一見紳士的だが、その性格には胡散臭い面もあった。伸一が飲んでいる様子を目撃し、その後、銀行で伸一と柾樹が融資を申し込みに来たところに遭遇。伸一に目をつけ、と同時に加賀美屋に関する情報を収集し、作戦を練り、ついに行動に移した。なお、伸一に近づく半年以上前から準備を進めていた。
まず、高級スナックで働くレナに協力を要請し、伸一を罠にはめた。その後、秋山は加賀美屋に客として宿泊し、加賀美屋を内部から偵察。伸一に対してはレナの一件のもみ消しを申し出ると共に、伸一が前から推し進めていた加賀美屋全面建て替え案を褒め、さらに銀行の融資の倍額という破格の融資の提案をする。そのことにより、活躍する柾樹の陰で自信を失っていた伸一はすっかり秋山にとりこまれてしまった。その後も工作を続けて更なる信頼を得、ついに秋山は伸一から加賀美屋の株券を得る契約を結ぶことに成功する。実は秋山は盛岡のリゾート開発を進めている企業の息がかかった外資系乗っ取り屋の一員で、伸一に近づいたのは加賀美屋乗っ取りの足がかりにするためであった。
伸一を心酔させた後、本格的に加賀美屋に乗り込み、伸一が推し進めていた加賀美屋全面建て替え案をブローアップした計画を提示。そして仲居達に取り入る事に成功し、加賀美屋の給料が相場より低いと仲居達に吹聴し、加賀美屋を内部から揺さぶろうとした。劇中で明確に描かれたのは仲居に対する工作のみだったが、後に板前に対しても引き抜き工作を行なっていたことが明らかになっている。
柾樹には自分の素性を嗅ぎつけられてしまったが、その時は既に伸一から加賀美屋の株券を受け取ることに成功しており、加賀美屋乗っ取り計画に支障はなかった。その後、白いスーツに身を固めて加賀美屋に乗り込み、改めて全面建て替え案と経営改革案を突きつけた。さらに仲居や板前などの加賀美屋の従業員に好条件をちらつかせて退職させ、加賀美屋を痛めつけた。これにより、加賀美家が音を上げるのを狙った。
以前は日本の大手銀行のニューヨーク支店で働いていたが、粉飾決算事件を起こしてしまい、投獄された過去がある。そのときに会社は秋山を裏切る行為をしたために、かつての彩華同様、他人を信用していないところがある。
乗っ取り計画はうまく運んだが、徐々に加賀美屋への工作に疑問を抱くようになった。そのはじまりは加賀美屋の中庭にあるお地蔵様に手を合わせた後、蔵にいた夏美に対して座敷童の面影を見たことだった。さらに夏美の「お地蔵様に手を合わせる人に悪い人はいない」という言葉が気にかかり、思ったより古い旅館だなと加賀美屋を馬鹿にしたアーサーに対して、あの旅館の良さがわからん奴には何もわからんよ、と発言したり、夏美の言葉を受けて一週間の猶予を与える事を告げるなど、加賀美屋を擁護するような姿勢が目立つようになってしまう。その後、加賀美屋を支援する動きが次々と沸き起こることに戸惑いを感じ、独りで加賀美屋へ行き、そこで平治と遭遇。平治とカツノも夏美に対して座敷童の姿を見た話を平治から聞き、さらに座敷童がいる加賀美屋には悪い人は手が出せない、人が人を思いやる心があるというもてなしの心があるから支援者が次々と現われるという話を聞き、心を動かされる。直後に加賀美屋乗っ取りを進めようとした部下達から「本社の指示」でリーダーから外されたことを聞かされるに至り、ついに会社を裏切って加賀美屋に着く事を決意。自身が成功報酬として保有していた加賀美屋の株（5%分）を利用することによって加賀美屋を乗っ取り屋から救うきっかけを作った。秋山は岸本隆一郎と会って盛岡に戻ってきた夏美に対し、人を信じる心を取り戻したいと言い、夏美に自身が保有する株を渡そうとした。だが夏美は株券を受け取らず、本来は伸一が所有していたはずの株券を（あたかも自分の所有物であるかのように）秋山に所有し続けるように頼み、「来る者かえるが如し」という言葉を引用してまた盛岡に戻って来るように言った。そして秋山は伸一とも握手して和解し、盛岡を去って行った。なお、最後に夏美や伸一と会った時は白いスーツを着用していなかった。
スペシャルでは会社経営者。香織に「ボス」と呼ばれており、加賀美屋に環境ビジネスを持ち込んだ田辺の素性や会社の近況に関する情報を柾樹や伸一に提供している。
里中レナ
演 - 野波麻帆（第132回 - 第134回、第136回、第142回）
伸一の行きつけの高級スナックにいたホステス。秋山譲二の息がかかっている。まず伸一を誘惑。その後、秋山と共に伸一を泥酔させ、自分のアパートへ運び込んだ。翌朝、レナの部屋で目覚めた伸一は自分の隣にレナが寝ていた事に驚き、蝶ネクタイを忘れて加賀美家へ逃げ帰ってしまった。その日の夕方にレナは加賀美家を訪れ、伸一に迫ったが、伸一に追い返されてしまった。もちろん、これは秋山の罠で彼はこの事件の揉み消しを口実に伸一にさらに接近した。
梶原亮介
演 - 中尾彬（第134回（声のみ）、第136回、第142回（声のみ）、第143回、第147回）
秋山譲二の上司。電話で秋山から加賀美屋に関する情報を聞いた後、秋山に対して、いつも通りの処理を命じた。その後、秋山からの依頼を受け、伸一を騙すために大金を用意した。
アーサー / 西田一敏 / ユナ
演 - セイン・カミュ / 池内万作 / ヨンア（第143回、第146回、第147回、第150回、第151回、第153回、第154回）
上記三人とも秋山の部下で、加賀美屋だけではなく盛岡一帯の旅館をターゲットに動いている。秋山が次第に加賀美屋に手心を加えていく様子を見て秋山に対して疑念を抱き、「本社の指示」でアーサーをリーダーとして秋山抜きで加賀美屋乗っ取りを進めようとした。なお、岸本聡は2年前まで秋山の会社の社外取締役をつとめる父の元で働いていた事があり、秋山達と面識があった。佳奈へ携帯電話を届けに行った事がきっかけで聡は秋山達を見かけ、西田も聡がいることに気がついた。このことが加賀美屋を救うきっかけの一つとなった。
岸本敏恵
演 - 丹阿弥谷津子（第146回、第148回、第155回）
「加賀美屋」の常連客、岸本聡の祖母。秋山譲二の乗っ取り工作に揺れる加賀美屋を訪れた客で、滞在中に熱を出してしまう。仲居が佳奈を残して辞めてしまったため、夏美が接客を担当し、敏恵に水枕を用意したり、敏恵が遠慮しないように一晩中徹夜で廊下に待機していたりした。仲居になりたてのころは吉田松太郎の部屋の前に待機しながら途中で寝てしまうという失態を演じてしまった夏美もこのころは寝ずの番ができるようになっていた。なお、夏美が啓吾の看病のために横浜へ行ってからは恵美子が敏恵の世話を担当した。敏恵は無事回復し、夏美が横浜から戻る直前に加賀美屋を去った。去り際に夏美への謝意を恵美子に伝えている。
その後、岸本に面会に来た柾樹と夏美の前に現われ、盛岡で世話になった礼を夏美に言い、さらに加賀美屋のおもてなしの心を理解できない日本人はいないと言う。その真意は息子の隆一郎に対して暗に加賀美屋救済を訴えることであった。なお、盛岡をたびたび訪れていたのは孫の聡の様子を見に来るためであった。
岸本隆一郎
演 - 夏八木勲（第153回 - 第156回）
岸本聡の父。秋山の会社の社外取締役をつとめていた男で現在はある自動車会社の会長をつとめている。ビジネスにシビアな男で2年前に辞めていった息子の聡に対しても厳しい態度で接している。当初は仲間を救ってほしい、法に触れなければ何をしてもいいのかという聡や友人の吉沢の言葉にも耳を貸さなかった。だが、夏美が加賀美屋に伝わるおもてなしの心の大切さを訴え、さらに母の敏恵が夏美に対して世話になった事を感謝し、そして同じ日本人なら加賀美屋のおもてなしの心のわからない人はいないと言う様子には心を動かされた。聡に対しては仕事に復帰することを条件に、加賀美家に対してはドイツにあるローテンブルクの古城に書かれた「来る者に安らぎを去り行く者に幸せを」を引用して加賀美屋が代々受け継いできた伝統と格式を守る事を条件に加賀美屋の株を買い戻す事を快諾した。事件解決後しばらく経ったころには聡に対する態度も軟化。夏美から受け取った絵葉書を見ながら聡に対して(盛岡は)いいところのようだな、良い仲間もいるようだ、と話した後、聡が盛岡のことを故郷だと話す言葉にうなずき、聡が盛岡に戻るのを許す日が近い事をうかがわせた。

## 物語のモチーフ
- 座敷童子：舞台の老舗旅館を愛する人々が、ヒロインを旧家の守り神である座敷童子の化身のように感じたことがヒロインの女将修行の契機となる。
- イーハトーブ：宮沢賢治の創造した理想郷たる岩手を意味する「イーハトーブ」が、ヒロインの下宿先の店の名前になっており、厳しい女将修行を支える憩いの場として描かれる。

## スタッフ
- 作 - 小松江里子[2]
- 音楽 - 渡辺俊幸[2]
- 演奏 - コンセール・レニエ
- 主題歌 - 「ダイジョウブ」
  - 作詞・作曲・編曲・歌 - 小田和正（BMG JAPAN）
- 劇中歌 - 「一本桜」山本潤子（ASIN B000QUCWUU）
- 語り - 木野花（青森県出身）
- 副音声解説 - 松田佑貴
- 撮影協力 - 岩手県、岩手県盛岡市、岩手県遠野市、神奈川県横浜市、盛岡市の皆さん、遠野市の皆さん、横浜市の皆さん、エンゼルプロ、劇団ひまわり、テアトルアカデミー、グループエコー、NHK東京児童劇団、劇団東俳、セントラル子供タレント、フレンドリーアニマルプロ、サンズエンタテインメント、古賀プロ
- 資料提供 - 国際観光旅館連盟
- 岩手ことば指導 - 山口玲子、佐藤麻梨子
- 製菓指導 - 吉田菊次郎、高橋貴彦
- 茶道指導 - 鈴木宗卓
- 生花指導 - 杉本康子
- 所作指導 - 橘芳慧
- 料理指導 - 上原清
- 南部鉄器指導 - 宮伸穂
- 旅館指導 - 大森典子
- 制作統括 - 内藤愼介
- 制作 - 後藤高久
- 美術 - 室岡康弘、小木浩嗣、阿部浩太
- 技術 - 佐々木喜昭、市川隆男
- 音響効果 - 島津楽貴、米本満、井上直美
- 撮影 - 望月英邦、前田貢作、平野拓也
- 照明 - 根来伴承、清岡昌吉、寺田博
- 音声 - 浜川健治、浅越和男、鈴木克明、山本哲伸、鏡唯夫、濱納稔
- 映像技術 - 水本祐二、中寺貴史、武市寛之、横田幹次、本郷俊行
- 記録 - 津崎昭子
- 編集 - 城島純一、高室麻子
- 美術進行 - 川村裕一、日下晶博、浅沼道之
- 演出 - 木村隆文、渡邊良雄、黒崎博、一木正恵、小島史敬、須崎岳、安達もじり

## 放送日程
| 週                                                                   | 回      | 放送日                  | サブタイトル           | 演出       |
| -------------------------------------------------------------------- | ------- | ----------------------- | ---------------------- | ---------- |
| 01                                                                   | 01-06   | 2007年4月02日 - 4月07日 | わたし女将になります   | 木村隆文   |
| 02                                                                   | 07-012  | 2007年4月09日 - 4月14日 | ひとりぼっちの旅立ち   | 木村隆文   |
| 03                                                                   | 013-018 | 2007年4月16日 - 4月21日 | おもてなしの心         | 木村隆文   |
| 04                                                                   | 019-024 | 2007年4月23日 - 4月28日 | 親の気持ち             | 渡邊良雄   |
| 05                                                                   | 025-030 | 2007年4月30日 - 5月05日 | 信じるこころ           | 渡邊良雄   |
| 06                                                                   | 031-036 | 2007年5月07日 - 5月12日 | 浅倉家ご一行様         | 木村隆文   |
| 07                                                                   | 037-042 | 2007年5月14日 - 5月19日 | 女将修業、断念         | 渡邊良雄   |
| 08                                                                   | 043-048 | 2007年5月21日 - 5月26日 | 失意の帰郷             | 一木正恵   |
| 09                                                                   | 049-054 | 2007年5月28日 - 6月02日 | 中途半端じゃ終われない | 黒崎博     |
| 10                                                                   | 055-060 | 2007年6月04日 - 6月09日 | 職人気質               | 木村隆文   |
| 11                                                                   | 061-066 | 2007年6月11日 - 6月16日 | ライバル登場           | 渡邊良雄   |
| 12                                                                   | 067-072 | 2007年6月18日 - 6月23日 | 裏の心と表の心         | 一木正恵   |
| 13                                                                   | 073-078 | 2007年6月25日 - 6月30日 | 真実の思いやり         | 一木正恵   |
| 14                                                                   | 079-084 | 2007年7月02日 - 7月07日 | 二人の誓い             | 黒崎博     |
| 15                                                                   | 085-090 | 2007年7月09日 - 7月14日 | 伝統は変えられません   | 木村隆文   |
| 16                                                                   | 091-096 | 2007年7月16日 - 7月21日 | 競い合いの決着         | 渡邊良雄   |
| 17                                                                   | 097-102 | 2007年7月23日 - 7月28日 | 柾樹の孤立             | 黒崎博     |
| 18                                                                   | 103-108 | 2007年7月30日 - 8月04日 | 遠野への旅             | 木村隆文   |
| 19                                                                   | 109-114 | 2007年8月06日 - 8月11日 | 女将の決断             | 渡邊良雄   |
| 20                                                                   | 115-120 | 2007年8月13日 - 8月18日 | 家族の和               | 小島史敬   |
| 21                                                                   | 121-126 | 2007年8月20日 - 8月25日 | 加賀美屋の一番長い日   | 木村隆文   |
| 22                                                                   | 127-132 | 2007年8月27日 - 9月01日 | 悲しみに負けない笑顔   | 須崎岳     |
| 23                                                                   | 133-138 | 2007年9月03日 - 9月08日 | 不気味な影             | 木村隆文   |
| 24                                                                   | 139-144 | 2007年9月10日 - 9月15日 | 加賀美屋の危機         | 安達もじり |
| 25                                                                   | 145-150 | 2007年9月17日 - 9月22日 | 一番大事なもの         | 一木正恵   |
| 26                                                                   | 151-156 | 2007年9月24日 - 9月29日 | 来る者帰るがごとし     | 木村隆文   |
| 平均視聴率 19.4%（ビデオリサーチ調べ、関東地区・世帯・リアルタイム） |         |                         |                        |            |

### 放送日程変更
- 2007年7月16日12時45分からの総合での再放送（第91回放送分）は、同日午前に発生した新潟県中越沖地震報道の特別体制をとったため放送中止となり、翌7月17日に2日分再放送された（16日放送分の後、13時から5分間のニュースをはさんで当日放送分を再放送）。
- 2007年8月6日8時15分からの総合での本放送（第109回放送分）は、広島平和記念式典中継のため、20分遅れの8時35分からの放送となった。
- 2007年9月12日12時45分からの総合での再放送（第141回放送分）は、12時57分に安倍内閣総理大臣辞意表明のニュースが入ったため、途中で打ち切りとなった。なお、この日の放送は、翌9月13日に2日分再放映された（12日放送分の後、13時から5分間のニュースをはさんで当日放送分を再放送）。また、この日のBS-2での再放送は、『NHKニュース7』放送時間拡大のため、30分遅れの20時から放送した。

### 総集編
- 第1部「わたし女将になります」
  - 2007年12月29日8時15分 - 9時28分（総合）
  - 2008年1月2日10時15分 - 11時28分（BS2）
  - 2011年5月3日16時45分 - 17時59分[注釈 5]（総合）
- 第2部「中途半端じゃ終われない」
  - 2007年12月30日8時15分 - 9時28分（総合）
  - 2008年1月3日10時 - 11時13分（BS2）
  - 2011年5月4日16時45分 - 17時58分[17]（総合）
- 第3部「家族の和」
- 2007年12月31日9時 - 10時13分（総合）
- 2008年1月4日10時 - 11時13分（BS2）
- 2011年5月5日16時45 - 17時58分[17]（総合）

## オープニング
- 岩手山・小岩井農場の一本桜などの四季の風景に、座敷童子・河童・天狗のシルエットによるアニメーションが挿入される。
- 最終回は通常オープニングが流れないままに本編がスタート。主題歌・スタッフロールは本編終盤に回された。

## エンディング
- 岩手の風景・行事の写真に、座敷童子などのイラストが登場し、子役の声で「どんど晴れ」のタイトルコールが入る。
- 第37回では、本編で夏美が民話の読み聞かせをするのに続く形で、そのまま夏美がコールをした。
- 最終週はこれまでのレギュラー・ゲスト陣の大半が本編に出演し、エンディングも日替わりで各出演者がタイトルコールを担当した。
  - 第151回：イーハトーブの面々（岩本裕二郎、咲、水森アキ、ビリー・ジョナサン、岸本聡）
  - 第152回：加賀美屋の仲居（松本佳奈、武井康子、石原清美、本田則子、橋本恵）と板前（篠田誠、浅沼英雄、小山哲也）
  - 第153回：佐々木平治、仲居頭の小野時江、番頭の中本努
  - 第154回：加賀美家の面々（加賀美環、久則、伸一、恵美子、健太、勇太、浩司、原田彩華） - 健太と勇太が「どんど」と言った後で皆で「晴れ」とコール。
  - 第155回：ル・ヴィザージュ(Le Visage)の面々（浅倉啓吾、房子、智也、村田良雄、新井保、益田直子）
  - 最終回：加賀美夏美と加賀美柾樹 - 主題歌・スタッフロールの後、夏美と柾樹が今までのことを振り返り今後も加賀美屋をもりたてることを誓う場面の後でタイトルコールをした。

## どんど晴れスペシャル（2011年度版）
『どんど晴れ スペシャル』と題して続編が放送された。
- 前編「座敷童子（わらし）を見た男」
- 後編「玉手箱の誓い」
  - BSプレミアム 2011年4月24日 15時30分 - 16時44分および16時45分 - 17時59分（前後編一挙放送）、2011年10月29日 16時45分 - 17時58分、2011年10月30日 16時45分 - 17時58分
  - 総合 2011年5月6日 19時35分 - 20時49分、2011年5月7日 19時30 - 20時44分[注釈 6]
- いずれもデジ・アナ（デジタルステレオ2）とも解説放送あり。
- 冒頭の1分は、前編は比嘉が、後編は宮本がそれぞれ東日本大震災の被災者へ向けたメッセージが放送された上（2011年10月29日と30日のBSプレミアムでの放送分では、この部分はカットされた）、番組の最後には前後編とも「今回被災された皆様に心よりお見舞い申し上げます」という字幕も添えられた。
- また、総合での放送終了後、『NHKオンデマンド』でも配信された。

### あらすじ（スペシャル）
ある日、加賀美屋にリゾート会社代表の高木寿之がやって来る。そこで、高木から加賀美屋の提携を持ちかけられる。「エコ」を推進し、加賀美屋の新たな魅力を引き出そうとする高木の計画に、柾樹や伸一は感銘を受ける。しかし女将の環や夏美は、それが本当のおもてなしにつながるのか疑問を持っていた。

### キャスト（スペシャル）
※連続テレビ小説からの出演者は前述を参照
高木寿之
演 - 田辺誠一
リゾート会社代表。柾樹が「ホテルハーバーサイド横浜」に勤めていたころの上司で、盛岡でのシンポジウムで再会した柾樹にエコを取り入れた「グリーンプロジェクト」を提唱。しかし、先に進めていた青森の旅館の経営が悪化し、それに伴い会社が倒産寸前になる。それを知り、失意の中、生まれ故郷の遠野へ。心配してきてくれた夏美と一緒に、少年時代に亡くなった父の墓に、父が民宿を営んでいたころの客からのお供え物が多数あるのを見て、少年時代から懐疑的に捉えていた目に見えない本当のおもてなしを知る。そして、父の遺志を継ぎ遠野で民宿を行う。
氷室雪子
演 - ICONIQ
青森出身のりんご農家の娘。シンポジウムでの夏美の姿勢に感動し、加賀美屋を訪れ、仲居の仕事を申し出るが、加賀美家の家族のやりとりを見て故郷が恋しくなり、青森へと帰っていった。
城之内信伍
演 - 林家正蔵
秋田出身の小説家。かつては盛岡の祭りを題材にした「雪あかり」でベストセラーを書いたが、今では売れていない。そんな中で、加賀美屋に泊まり、執筆活動をおこなうもうまく行かず、一時は逃げ出そうとしたが、夏美や雪子の心からのおもてなしにより、正直に無銭宿泊を告白。その後、新しい小説を発表する。
佐々木正則
演 - 鶴田忍
シンポジウムのパネラー。
武田幸一
演 - 中島久之
シンポジウムのパネラー。地元の商工会議所の関係者。
山本信司
演 - 中丸新将
シンポジウムのパネラー。岩手で活動する観光コンサルタント。
春日井政人
演 - 矢柴俊博
盛岡青年団の仲間。
木村良雄
演 - 草野とおる
盛岡青年団の仲間。

### スタッフ（スペシャル）
- 作 - 小松江里子
- 音楽 - 渡辺俊幸
- 主題歌 - 「ダイジョウブ」
  - 作詞・作曲・編曲・歌 - 小田和正（アリオラジャパン）
- 語り・加賀美カツノ - 草笛光子
- 副音声解説 - 松田佑貴
- 撮影協力 - 岩手県、岩手県盛岡市、岩手県遠野市、岩手大学、盛岡市動物公園、盛岡市の皆さん、遠野市の皆さん、盛岡広域フィルムコミッション、マリブマネージメント、芸プロ、ZOO動物プロ、セントラル子供タレント、テアトルアカデミー
- 岩手ことば指導 - 山口玲子、梅原麻梨子
- 青森ことば指導 - 相馬有紀実
- 旅館考証 - 大森典子
- 茶道指導 - 鈴木宗卓
- 華道指導 - 杉本康子
- 所作指導 - 橘芳慧
- 鉄器製作指導 - 宮信穂
- 制作統括 - 内藤愼介
- デスク - 釜坂浩幸
- 美術 - 小木浩嗣、小林史幸
- 技術 - 前田貢作、市川隆男
- 音響効果 - 畑奈穂子
- 撮影 - 清水昇一郎、石橋正和
- 照明 - 岡元昌弘、木村中哉
- 音声 - 嶋岡智子、山賀勉
- 映像技術 - 横田幹次、真弓敬司
- 記録 - 栗又三奈
- 編集 - 久松伊織
- 美術進行 - 日下晶博
- 演出 - 木村隆文、一木正恵

## 関連番組
以下の各々の番組は、解説放送なし、ステレオ放送。
- どんど晴れ 放送1か月前! 見どころ満載☆先どりスペシャル（2007年3月2日19時30分 - 20時43分、総合〈岩手県内のみ〉）
  - 盛岡駅西口複合施設のいわて県民情報交流センター・アイーナホールに長門裕之と渡邉邦門を迎えての公開生放送で、ドラマの見どころや撮影の裏話などを紹介した。渋谷のNHK放送センターと中継で結んで、ヒロインの比嘉愛未も出演。
- どんど晴れスペシャル（2007年4月30日8時35分 - 9時29分、総合）
  - スタートからこの日までのあらすじや名場面をダイジェストで紹介。案内役として、ヒロインの比嘉愛未と加賀美伸一役の東幹久が、撮影現場の裏話や面白エピソードを交えながらドラマの魅力を伝えた。また、番組後半には5月以降の予告編も放送された。ナレーターは古野晶子。
  - 2007年5月5日（17時5分 - 17時59分、総合）に、「どんど晴れスペシャル〜これを見ればすべて分かる!」と題して再放送された。
- 男 自転車ふたり旅〜柾樹と浩司“どんど晴れ”の舞台めざして〜（2007年10月8日8時35分 - 9時33分、総合）
  - 2007年8月13日から17日の5日間で渋谷のNHK放送センターから岩手県岩手郡雫石町にある一本桜（小岩井農場）までの約800kmの道のりを内田朝陽と蟹江一平の二人が自転車で走りぬく様子を放送。途中、那須高原にある鈴木正幸宅を訪れ、鈴木も登場した。ナレーターは塚原愛アナ。
  - 2007年10月27日（16時 - 16時58分、BS2）に再放送。また、前編・後編に再編集して、12月29日・12月30日（9時30分 - 9時59分、総合）に放送された。
- どんど晴れスペシャル〜華麗なる加賀美屋の1年（2007年12月28日 8時35分 - 9時18分、総合）
  - ドラマの名場面やメイキング映像紹介の他、主要若手キャストによる座談会（比嘉愛未、東幹久、雛形あきこ、白石美帆、蟹江一平）やインタビュー（宮本信子、リュ・シウォン、内田朝陽など）、比嘉の岩手訪問（盛岡、遠野）などで構成された。ナレーターは住吉美紀アナ。
  - 2007年12月31日（18時 - 18時43分、BS2）に再放送。

## 受賞
- 第54回ザテレビジョンドラマアカデミー賞[18]
  - ザテレビジョン特別賞（比嘉愛未）
- 第16回橋田賞（小松江里子）[19]

## その他
- 2007年5月6日、東京競馬場での『NHKマイルカップ』の中継に比嘉愛未と東幹久が特別ゲストとして出演。表彰式プレゼンテーターも務めた。また、東は翌2008年に岩手競馬のCMキャラクターを務めた。
- NHK盛岡放送局制作の「どんど晴れ女将さんメッセージ」が、2007年6月25日から8月14日までの期間の月曜日から金曜日（8時14分30秒 - 、12時44分30秒 - 、総合）に、岩手県向けに放送された。その内容は、岩手県内の現役の旅館やホテルの女将さん27人から、毎回1人ずつ女将修行をしている浅倉夏美へ向けて応援のメッセージを送るというものだった。
- 2009年10月21日に、盛岡商工会議所などが中心となって「続・どんど晴れ」誘致協議会が発足。官民一体で市民の機運醸成とNHKに対する要望活動などを展開し、実現した。
- 2010年度、NHK盛岡放送局制作の地デジ推進CMに比嘉が出演。その中の1本は、本作と新録による岩手県の四季折々の風景の映像とともに、本作の主題歌である小田和正の「ダイジョウブ」がBGMとして流れる。